# Provincia de Santa Cruz
Santa Cruz (en el texto de la Constitución provincial: Provincia de Santa Cruz) es una de las veintitrés provincias que hay en la República Argentina. A su vez, es uno de los veinticuatro estados autogobernados o jurisdicciones de primer orden y uno de los veinticuatro distritos electorales que conforman el país legislativos nacionales. Su capital y ciudad más poblada es Río Gallegos. 
Está ubicada al sur de la región patagónica, la cual ocupa la mitad sur del país, limitando al norte con Chubut, al este con el océano Atlántico y al sur y oeste con las regiones de Magallanes y de Aysén de la República de Chile. Con 243 943 km² es la segunda provincia más extensa —por detrás de la Provincia de Buenos Aires—, con 273 964 habs. en 2010, la segunda menos poblada —por delante de Tierra del Fuego, Antártida e islas del Atlántico Sur— y con 1,1 hab/km², la menos densamente poblada.
Aparte de la capital, sus principales ciudades sonː Caleta Olivia, cabecera de zona norte y sede de bases petroleras y mineras; y El Calafate, puerta de entrada a la maravilla natural del Glaciar Perito Moreno, ubicado en el parque nacional Los Glaciares.

## Historia

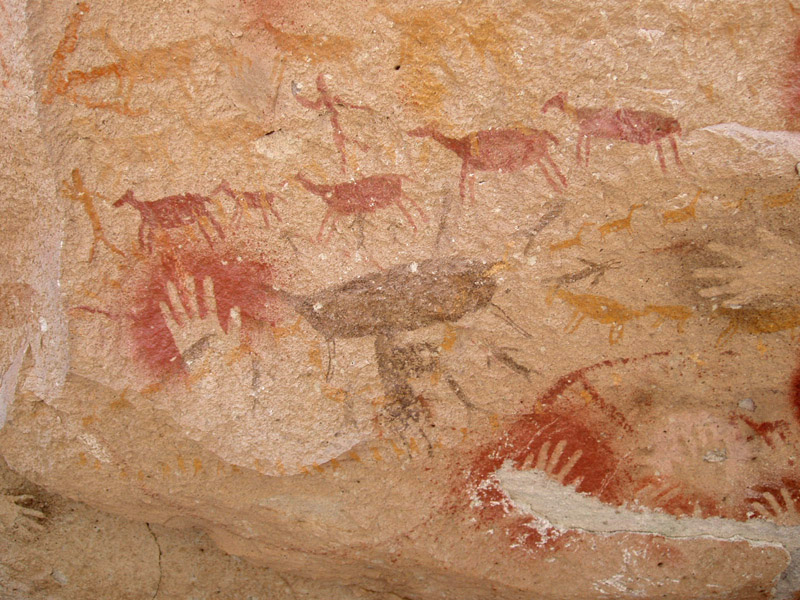
Pinturas rupestres de la cueva de las Manos fechadas en el 7350 a. C. Se encuentran entre las expresiones artísticas más antiguas de América.

Se tiene la plena certeza de que el territorio de la actual provincia de Santa Cruz estaba habitado por el ser humano hace ya unos 11 000 años, tal como lo demuestran los yacimientos de Los Toldos y Piedra Museo, que también sirvieron de refugio a individuos pertenecientes a la etnia tehuelche (tson'k o chon), cazadores principalmente de guanacos, huemules y choiques.
Desde la perspectiva europea, las costas de la Patagonia fueron avistadas por primera vez por el portugués al servicio de España Hernando de Magallanes, el 21 de febrero de 1520, oportunidad en que bautizó el golfo San Matías (Río Negro y Chubut), donde observó la existencia de lobos marinos sudamericanos. A fines de marzo desembarcó en la bahía San Julián, donde dispuso invernar y donde permanecieron hasta el 24 de agosto. Allí, impresionado por la corpulencia de los habitantes autóctonos los llamó patagones. El 26 de ese mes alcanzó la boca del río que llamó de Santa Cruz, del cual partió cincuenta y tres días más tarde. Ese fue el origen del nombre de la provincia. Llegó al extremo de la actual provincia de Santa Cruz en otros tres días y dio nombre al cabo de las Once Mil Vírgenes, en homenaje a la fecha de su celebración, y así llegó al estrecho que hoy lleva su nombre, pero que él denominó, el 25 de noviembre, estrecho de Todos los Santos, nombre que no perduró. Uno de sus subordinados, Francisco Serrão se internó en el río Santa Cruz. donde descubrió una estratégica isla que luego sería conocida como isla Pavón.
Juan Sebastián Elcano, segundo jefe de la expedición de fray García Jofre de Loaísa, desembarcó a fines de diciembre de 1525 en el estuario del río Santa Cruz.
En 1535 Simón de Alcazaba y Sotomayor exploró el río Chico, al que llamó de los Gallegos. Tras el paso de Francis Drake en 1578, la Corona española envió en 1579 a Pedro Sarmiento de Gamboa para fortificar la zona. Entre 1581 y 1585 Sarmiento de Gamboa creó colonias españolas en el estrecho de Magallanes, la más oriental de las cuales, llamada Nombre de Jesús, se ubicaba en el cabo Vírgenes en territorio santacruceño, casi en el límite actual con Chile.
El 17 de diciembre de 1586, el corsario Thomas Cavendish entró en el estuario del río Deseado con sus barcos Desire, Hugh Gallant y Content, y bautizó Port Desire al actual Puerto Deseado, donde permaneció diez días. En 1592 Cavendish regresó con cinco barcos, dos de los cuales no pudieron pasar el estrecho de Magallanes y se refugiaron en Port Desire. Una de esas naves, la Desire, era comandada por John Davis, de quien el Reino Unido sostiene que luego de partir de Puerto Deseado descubrió las islas Malvinas el 14 de agosto de 1592.
Los misioneros Flores de León en 1621 y Nicolás Mascardi entre 1671-1672 recorrieron la región e intentaron establecer reducciones; entre 1745 y 1746 se reanudaron las exploraciones españolas por el actual territorio santacruceño.
En 1670, John Narborough visitó Port Desire y reclamó el territorio para Inglaterra.
En 1760, la nave del capitán John Byron se hundió al golpear en una roca en Puerto Deseado.
Al crearse el Virreinato del Río de la Plata, el 12 de agosto de 1776, la Corona española incluyó en él todo el sector de la Patagonia al oriente de los Andes. Uno de los objetivos de la creación de este Virreinato era el del control de los territorios patagónicos ante la creciente incursión de ingleses y franceses. Dictada la Real Ordenanza de Intendentes del 28 de enero de 1782, formó parte de la Intendencia de Buenos Aires.
En 1780 Francisco de Biedma y Narváez, partiendo de Buenos Aires, fundó la Nueva Colonia y Fuerte de Floridablanca en las proximidades del actual Puerto San Julián, luego desocupada por el virrey Juan José de Vértiz y Salcedo. Esta colonia, como los demás establecimientos patagónicos, estaban bajo la supervisión del Virreinato del Río de la Plata. El mismo Biedma remontó el río Santa Cruz y descubrió el lago que lleva su nombre. Entre 1825 y 1836 hubo una serie de exploraciones geográficas de la región.
En 1790 la Real Compañía Marítima de Carlos IV, en sociedad con particulares, instaló un fuerte en Puerto Deseado para ser utilizado en la extracción de aceites de lobos marinos y de ballenas. El fuerte fue abandonado en 1807 al disminuir la rentabilidad y por causa del clima y los ataques ingleses. Los restos de este fuerte se hallaron en 2008.
En el barco HMS Beagle, el capitán Roberto Fitz Roy llegó a Puerto Deseado llevando al joven naturalista Carlos Darwin en diciembre de 1833.

Mapa de la disputa de la Patagonia Oriental, Tierra del Fuego y el estrecho de Magallanes entre Argentina y Chile (1842-1881).

En 1859 el argentino Luis Piedrabuena estableció su base en la Isla Pavón, la cual ha devenido en la actual ciudad de Comandante Luis Piedrabuena.
En 1864 Piedrabuena fundó la pequeña población de Las Salinas, que actualmente es una adyacencia de la ciudad de Puerto Santa Cruz.
En 1876 Francisco Pascasio Moreno estableció una base en la ría de Puerto Deseado.
La gobernación de la Patagonia fue creada por la ley N.º 954, del 11 de octubre de 1878. Su territorio se extendía desde el límite fijado por la ley N.° 947 hasta el cabo de Hornos y su capital fue Mercedes de Patagones (hoy Viedma). El 21 de octubre se designá a su primer gobernador, el coronel Álvaro Barros, quien procedió a la inauguración oficial de la gobernación el 2 de febrero de 1879.
El 1 de diciembre de 1878, en momentos en que parecía inminente un conflicto con Chile, el comodoro Luis Py enarboló la bandera argentina en la cumbre del cerro sobre el Cañadón Misioneros, tomando posesión definitivamente de la región. Formaban la División Naval de la llamada Expedición Py el monitor Los Andes, la cañonera Uruguay y la bombardera Constitución. Ese día se fundó Puerto Santa Cruz que, más tarde, fue sede de las autoridades y capital de la gobernación de Santa Cruz.
En 1881 se firmó el tratado de límites entre la Argentina y Chile que asegura definitivamente la posesión argentina de los territorios de la Patagonia Oriental.

### Territorio Nacional

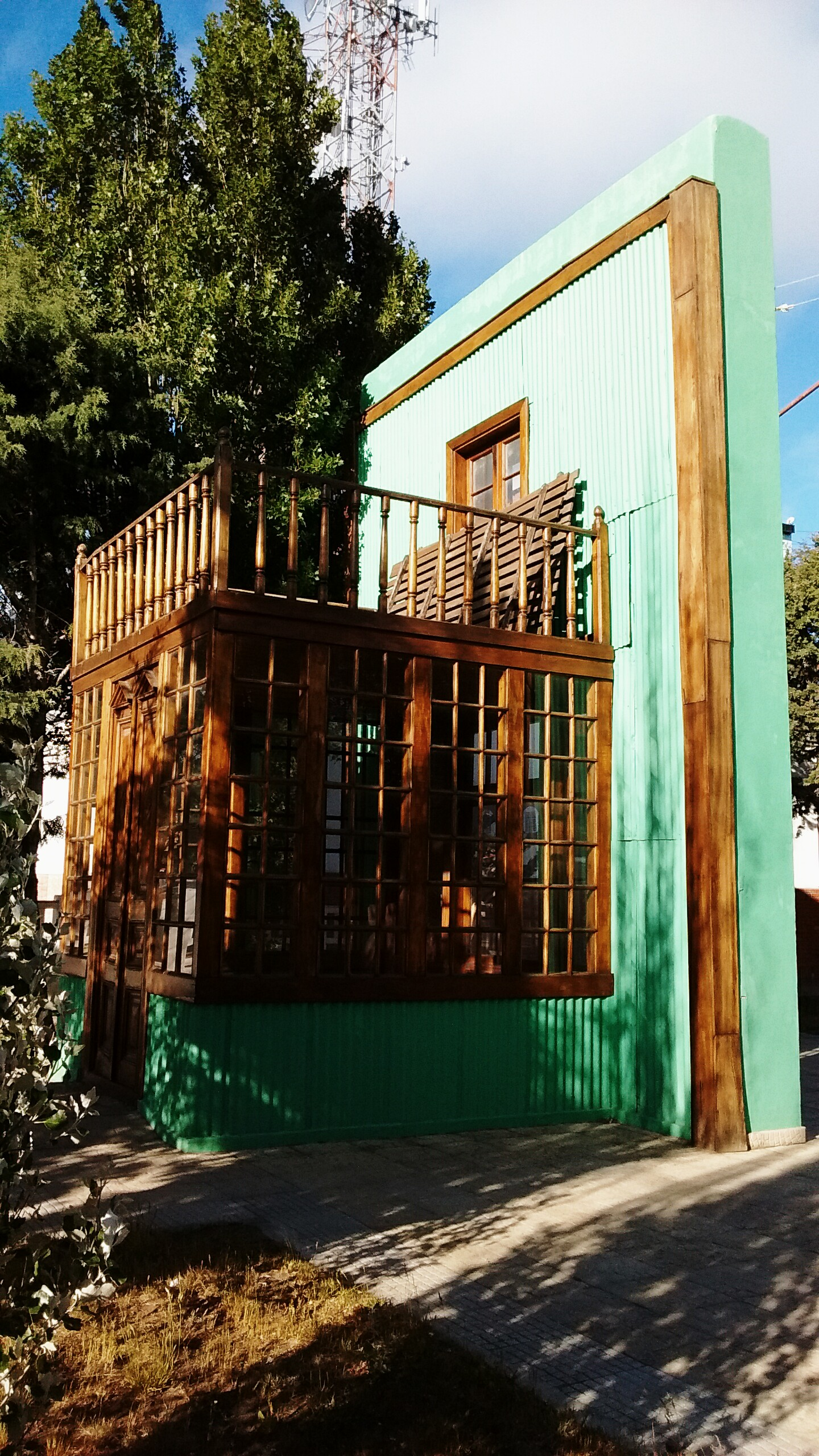
Balcón histórico donde Roca dictó su discurso

Por la ley N.° 1532 del 16 de octubre de 1884, llamada de Organización de los Territorios Nacionales, se crearon los territorios nacionales, dividiendo el territorio de la Patagonia en las gobernaciones del Neuquén, Río Negro, Chubut, Santa Cruz y Tierra del Fuego.
Por Decreto N.º 13941, del 31 de mayo de 1944 por motivos geopolíticos el Estado argentino separó de la Gobernación de Santa Cruz todo el territorio al norte de la vaguada (o talweg) de los ríos Pinturas y Deseado para crear la Zona Militar de Comodoro Rivadavia.

### Provincialización
El 28 de junio de 1955 por ley N.° 14408 se provincializaron los territorios nacionales y se anuló la Zona Militar de Comodoro Rivadavia, restituyéndose a Chubut y a Santa Cruz los territorios que se les habían separado. Creándose una provincia con la Tierra del Fuego y Santa Cruz, pero no se llevó a efecto:

Se constituirá otra provincia, limitada al norte por el Paralelo 46 Sur; al Este, por el Océano Atlántico; al Oeste, por la línea divisoria con la República de Chile, y al Sur, con el Polo, comprendidos Tierra del Fuego, islas del Sur Atlántico y sector antártico argentino.

Por decreto N.° 11.429 del 20 de julio de 1955 esa provincia pasó a llamarse Provincia de Patagonia, «hasta tanto se pronuncien las correspondientes convenciones constituyentes».
Durante el gobierno de Pedro Eugenio Aramburu, mediante decreto-ley N.° 21178 del 22 de noviembre de 1956, se modificó la ley N.° 14408, anulándose la provincia de Patagonia y creándose la provincia de Santa Cruz:

Se constituirá otra provincia, limitada al norte por el Paralelo 46 Sur; al este por el Océano Atlántico; al oeste, por la línea divisoria hasta Punta Dúngenes. La provincia se denominará Santa Cruz y tendrá por capital provisional a la ciudad de Río Gallegos hasta tanto su convención constituyente decida en definitiva.

La Constitución provincial fue sancionada el 28 de noviembre de 1957, el 1 de mayo de 1958 comenzó un ciclo institucional en la Provincia, hasta entonces Territorio Nacional. Mario Cástulo Paradelo fue elegido en elecciones de legitimidad cuestionadas por las proscripciones políticas, como el primer gobernador constitucional de la Provincia de Santa Cruz.
La Constitución fue reformada luego en 1994 y en 1998.

## Poder ejecutivo
| Anexos | Elección 1983 | Elección 1987 | Elección 1991 | Elección 1995 | Elección 1999 | Elección 2003 | Elección 2007 | Elección 2011 | Elección 2015 | Elección 2019 |

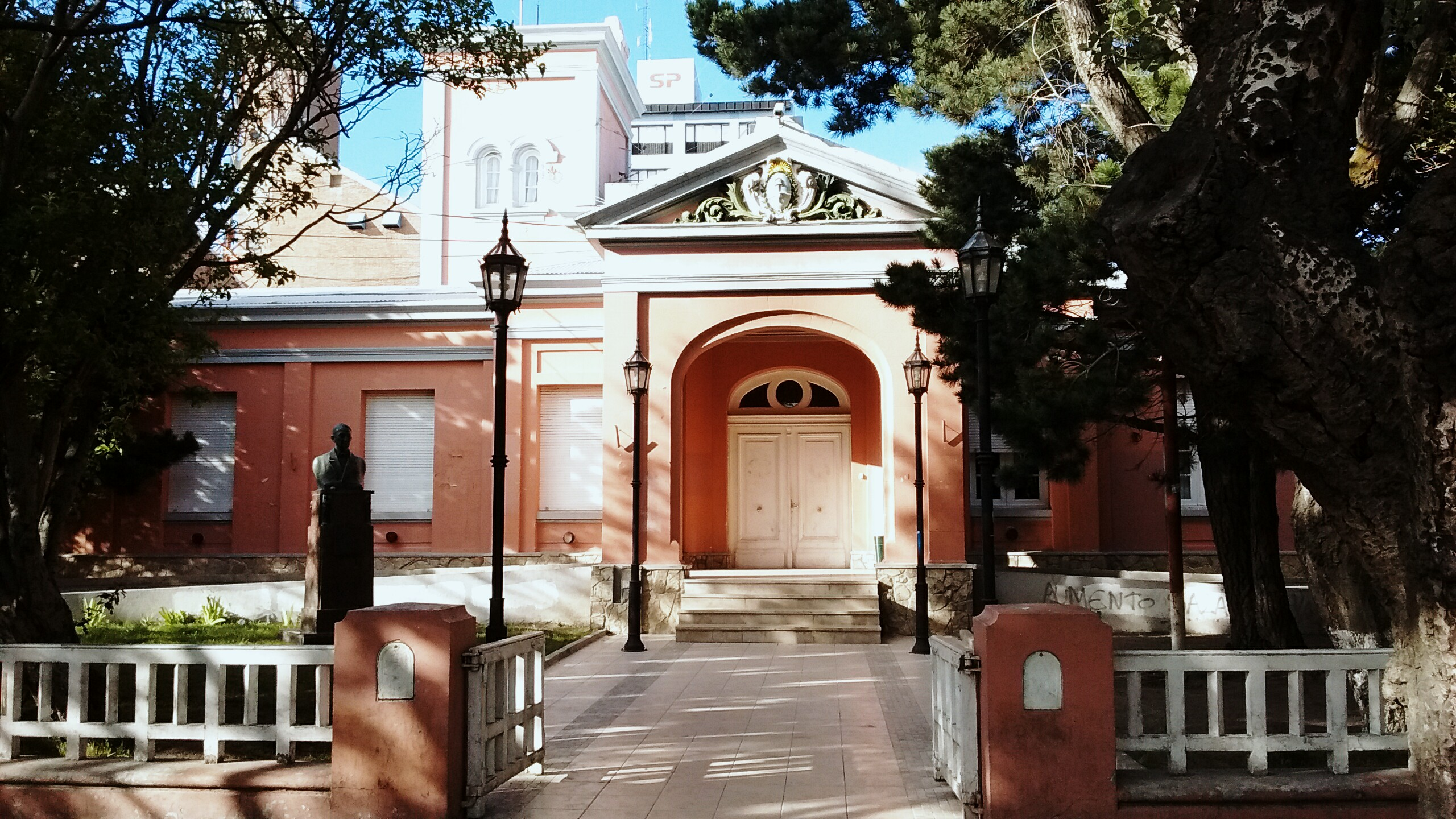
Casa de Gobierno de la provincia de Santa Cruz

Claudio Vidal desempeña actualmente el cargo de gobernador.
Gobernadores de Santa Cruz desde 1983
| #  | Nombre                  | Inicio                  | Final                    | Notas                    | Vicegobernador                     |
| -- | ----------------------- | ----------------------- | ------------------------ | ------------------------ | ---------------------------------- |
| 1  | Arturo Puricelli        | 10 de diciembre de 1983 | 10 de diciembre de 1987  | Retorno a la democracia  | Francisco Patricio Toto            |
| 2  | Ricardo del Val         | 10 de diciembre de 1987 | 7 de noviembre de 1990   | renunció                 | José Ramón Granero                 |
| 3  | José Ramón Granero      | 7 de noviembre de 1990  | 15 de marzo de 1991      | renunció                 | Vacante                            |
| 4  | Héctor Marcelino García | 15 de marzo             | 10 de diciembre de 1991  | interino                 | Vacante                            |
| 5  | Néstor Kirchner         | 10 de diciembre de 1991 | 10 de diciembre de 1995  | primer período           | Eduardo Arnold                     |
| 5  | Néstor Kirchner         | 10 de diciembre de 1995 | 10 de diciembre de 1999  | segundo período          | Eduardo Arnold                     |
| 5  | Néstor Kirchner         | 10 de diciembre de 1999 | 24 de mayo de 2003       | tercer período, renunció | Sergio Acevedo (1999-2001) Vacante |
| 6  | Héctor Icazuriaga       | 24 de mayo              | 10 de diciembre de 2003  | reemplazante             | Vacante                            |
| 7  | Sergio Acevedo          | 10 de diciembre de 2003 | 30 de marzo de 2006      | renunció                 | Carlos Sancho                      |
| 8  | Carlos Sancho           | 30 de marzo de 2006     | 28 de septiembre de 2007 | renunció                 | Vacante                            |
| 9  | Daniel Peralta          | 28 de septiembre        | 10 de diciembre de 2007  | interino                 | Vacante                            |
| 9  | Daniel Peralta          | 10 de diciembre de 2007 | 10 de diciembre de 2011  | primer período           | Luis Martínez Crespo               |
| 9  | Daniel Peralta          | 10 de diciembre de 2011 | 10 de diciembre de 2015  | segundo período          | Fernando Cotillo                   |
| 10 | Alicia Kirchner         | 10 de diciembre de 2015 | 10 de diciembre de 2019  | primer período           | Pablo Gerardo González             |
| 10 | Alicia Kirchner         | 10 de diciembre de 2019 | 10 de diciembre de 2023  | segundo período          | Eugenio Quiroga                    |
| 11 | Claudio Vidal           | 10 de diciembre de 2023 | presente                 | en ejercicio             | Fabián Leguizamón                  |

## Aspectos geográficos

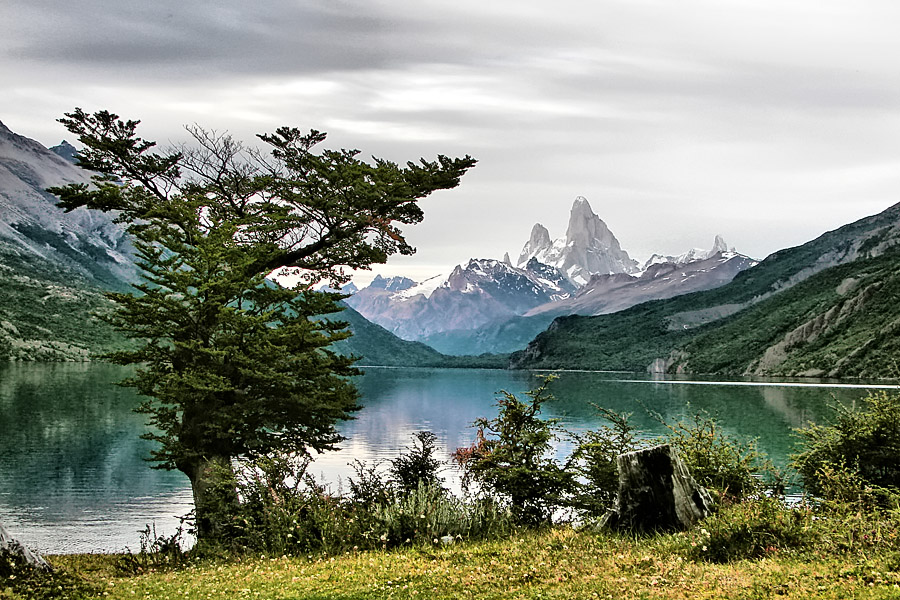
Lago del Desierto próximo al monte Fitz Roy.

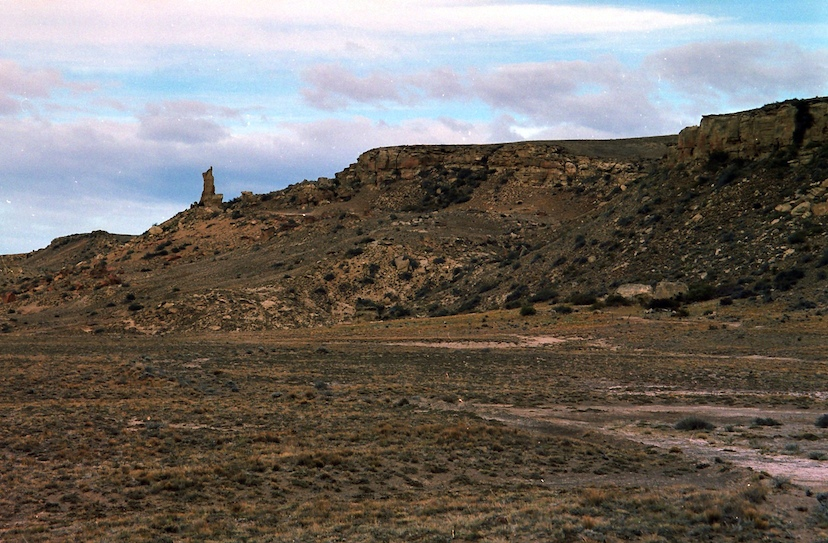
El Desierto Patagónico.

La provincia está ubicada en el extremo sur del sector continental del país. El paisaje provincial presenta dos sectores diferentes:
- Al oeste, la región andina: se caracteriza por la presencia de la sección de la cordillera de los Andes denominada Andes Patagónicos. En este tramo la cordillera presenta una menor altura, contando con sus cumbres nevadas durante todo el año, entre estas se destacan el Chaltén (o Fitz Roy) con 3405 m que se muestra en el escudo y bandera provincial y el cerro San Lorenzo (3706 m s. n. m.). Al pie de los cordones andinos se encuentran grandes lagos de origen glaciar tales como el lago Argentino, lago Viedma y lago San Martín, lago Buenos Aires, Lago Pueyrredón surcados por témpanos que se desprenden durante el estío de los grandes glaciares que constituyen el Campo de Hielo Patagónico Sur, en esta bella región se ubica el célebre parque nacional Los Glaciares y el no menos conocido parque nacional Perito Moreno.
- Al centro y este, la región extraandina: predomina el relieve de mesetas escalonadas que disminuyen en altura hacia el este. Un rasgo muy destacado del relieve santacruceño es la Gran Altiplanicie Central delimitada por el valle del río Deseado al norte y por el valle del río Chico al sur, esta meseta es principalmente basáltica con algunos volcanes y conos aislados (chihuidos), de poca accesibilidad y con clima muy riguroso, también se presentan valles fluviales y cañadones los cuales se tratarán más detalladamente en el ítem hidrografía.

Entre las mesetas se encuentran depresiones como el Gran Bajo de San Julián, en este, y con más precisión en el sitio llamado Laguna del Carbón con 105 metros bajo el nivel del mar, se encuentra el punto más bajo de los hemisferios Sur y Occidental.
En las mesetas de la Patagonia Extraandina se pueden encontrar también importantes lagos que, a diferencia de los lagos cordilleranos, deben su origen principalmente a hundimientos tectónicos, entre los mismos se cuentan el lago Cardiel, el lago Strobel, lago Ghio y el lago Quiroga.
Partiendo de la cuenca del río Santa Cruz, al sur de la provincia se extiende una región húmeda con pasturas y praderas que, tras pasar el límite entre los estados argentino y chileno, llega al Estrecho de Magallanes. Tal zona, bastante llana en relación con el resto de la Patagonia ha recibido el nombre de Pampas de Diana, tal denominación de origen indudablemente europeo parece originarse en la abundancia de caza existente allí hasta la primera mitad del siglo XX, caza de choiques, huemules, guanacos, y culpeos principalmente.
El litoral marítimo: las costas de Santa Cruz se caracterizan por poseer abruptos y elevados acantilados (de hasta 300 m s. n. m.) muchas veces curiosamente erosionados por las intensas mareas, sin embargo los accidentes más destacados son las rías en las desembocaduras de los ríos (siendo la principal la ría de Puerto Deseado) y el gran golfo de San Jorge.

## Clima

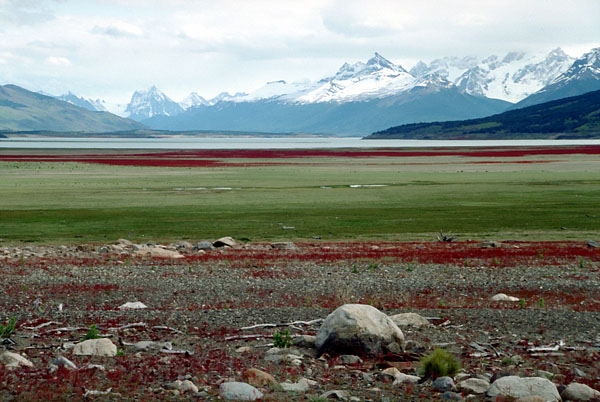
El paisaje ventoso de la provincia patagónica.

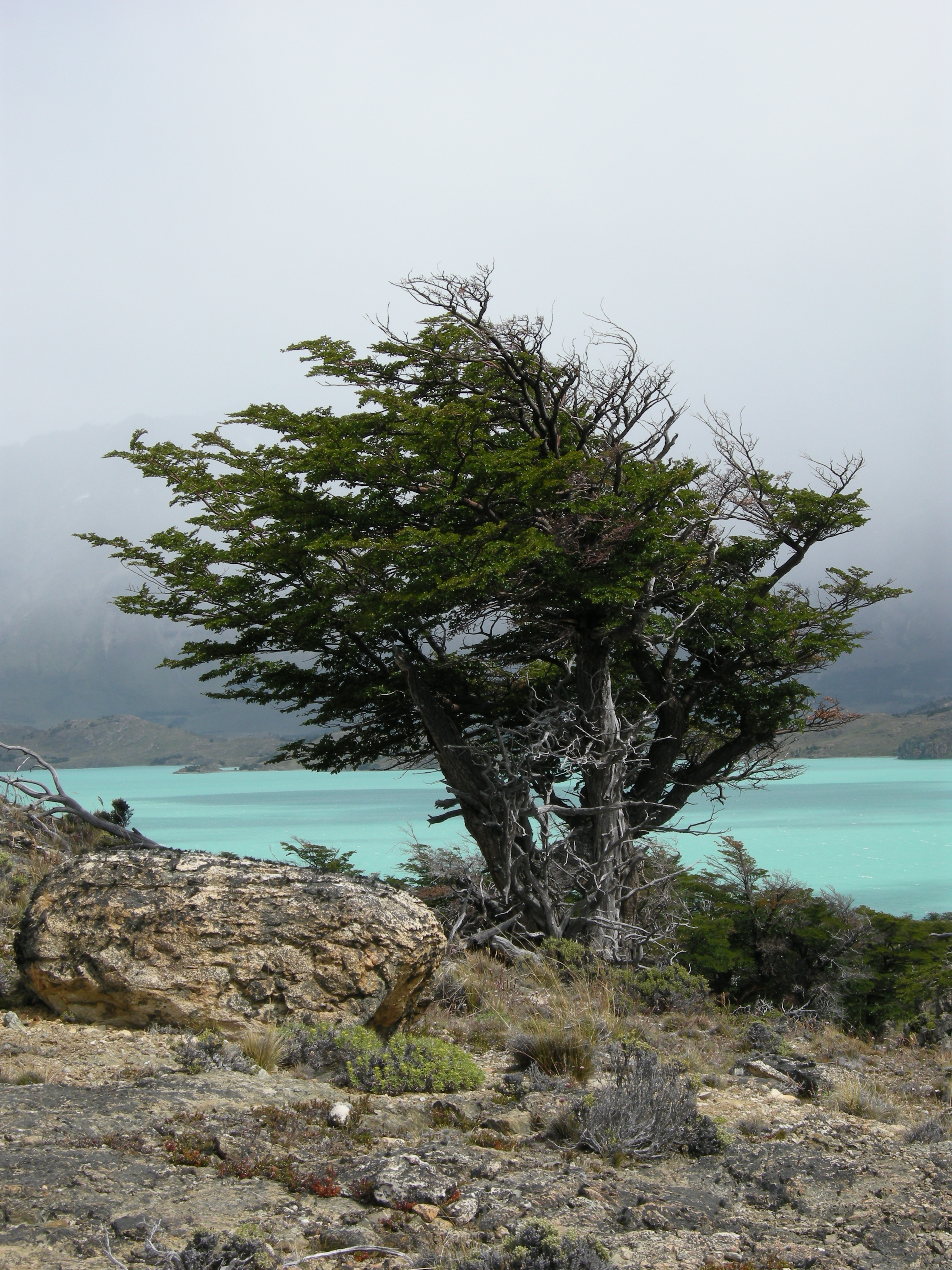
Espécimen de Hypochaeris incana, en el parque nacional Perito Moreno.

Mapa climático de la provincia de Santa Cruz.

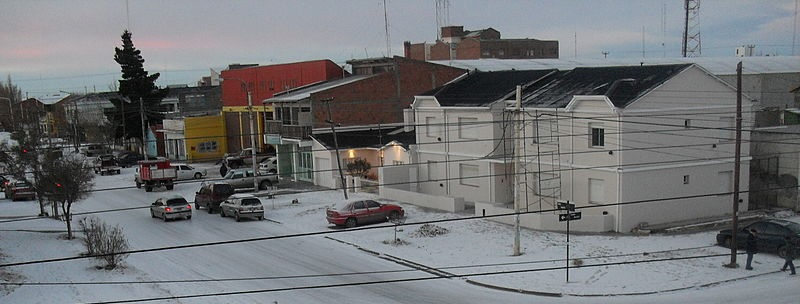
Nevada en Río Gallegos.

En general, el clima de la región es árido y frío con temperaturas muy bajas casi todo el año y fuertes amplitudes térmicas y lluvias insuficientes, determinando el bioma del semidesierto, donde predominan los pastos duros de estepa y tusacs tales como el neneo, coirón y adesmias como la Adesmia campestri y la Adesmia volckmanni. Si bien, la zona de la cuenca del río Santa Cruz en su región extraandina se encuentra favorecida por un clima morigerado merced al fuerte influjo oceánico, esta es la región de las llamadas Pampas de Diana, hacia los contrafuertes y pedemontes andinos también es importante la humedad, hasta el grado de favorecer la existencia de bosques, correspondientes a la selva fría magallánica de fagáceas y coníferas (lenga, cohiue, ñiré, canelo, mañiú, abeto este último, alóctono), aunque debido a las altitudes, la franja húmeda cordillerana, con un promedio anual de precipitaciones de 800 mm, es fría casi todo el año.
Otro rasgo típico del clima de la mayor parte de la provincia de Santa Cruz es el soplo casi constante de vientos procedentes del océano Pacífico.
Dos tipos de clima conviven en la provincia de Santa Cruz: el clima árido patagónico del centro y este y el clima frío húmedo del oeste. En una delgada franja que se extiende de norte a sur a lo largo de la cordillera patagónica, prevalece el clima frío húmedo que tiene la influencia del Pacífico en lo que hace a la producción de lluvias y nieve.
La influencia de este clima no supera los 50 kilómetros desde el límite internacional con Chile, haciéndose evidente el contraste respecto del clima propio de la meseta. Las lluvias son otoñales e invernales. El clima árido patagónico, se caracteriza por tener temperaturas anuales de entre 5 y 10 °C, oscilando en enero de 12 a 20 °C y en julio de –15 a –7 °C.
Las precipitaciones disminuyen de oeste a este, haciendo notorio el contraste paisajístico entre la región montañosa lluviosa del oeste y la meseta de reducidas precipitaciones. El viento que sopla del oeste, noroeste y suroeste, es un verdadero protagonista que erosiona todo a su paso.
Las nevadas son frecuentes en toda la provincia siendo mayores en el oeste en las cercanías de la cordillera que en el este cerca de la costa, pero en general es frecuente ver nieve en toda la provincia.
La luminosidad solar varía notablemente según la época del año. El día más largo del año, 21 de diciembre, el sol sale a las 5:30 y se oculta a las 23. El día más corto del año, 21 de junio, el sol sale a las 9:30 y se oculta a las 17:30.

## Recursos hídricos

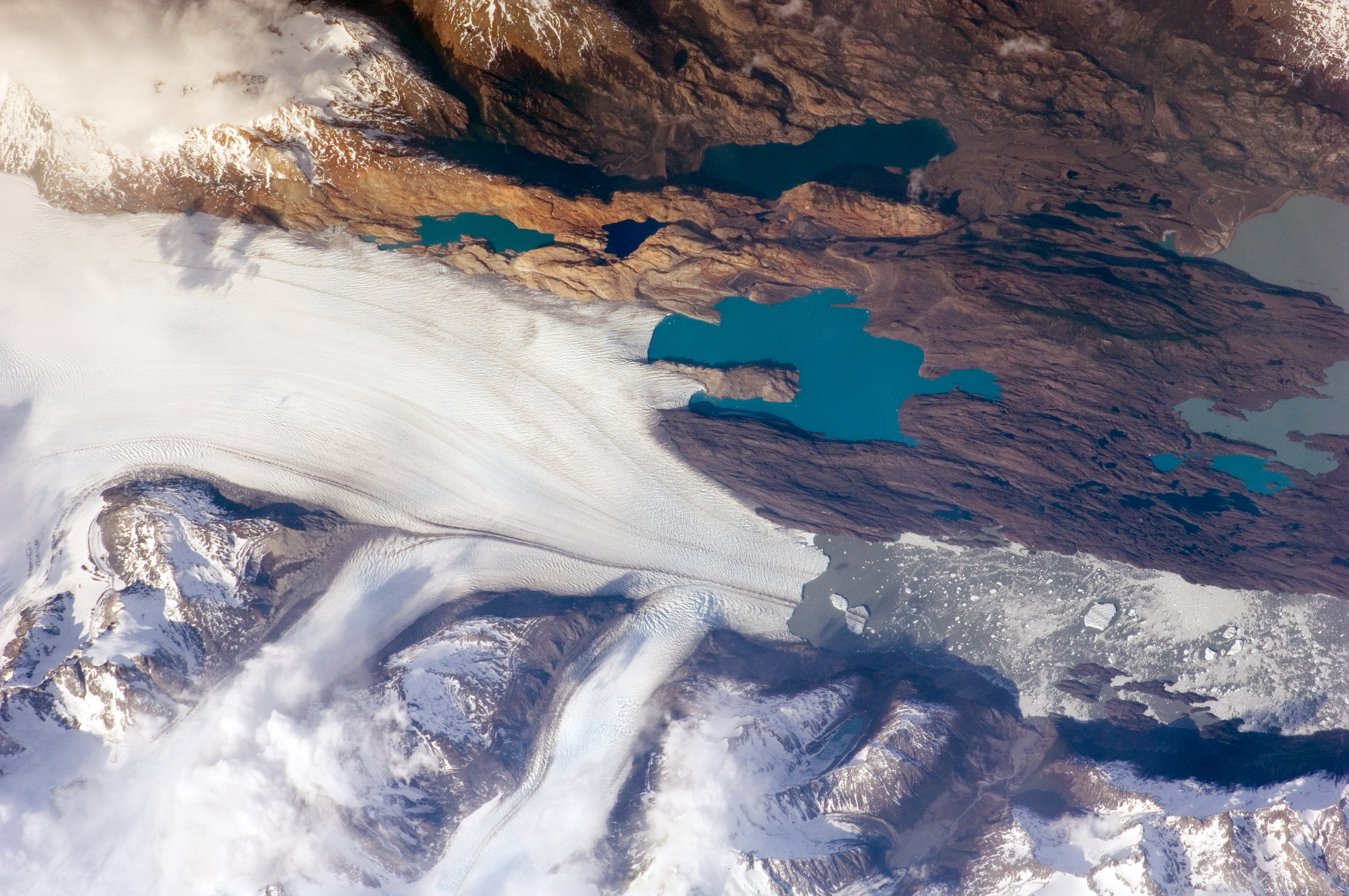
Glaciar Upsala visto desde la Estación Espacial Internacional.

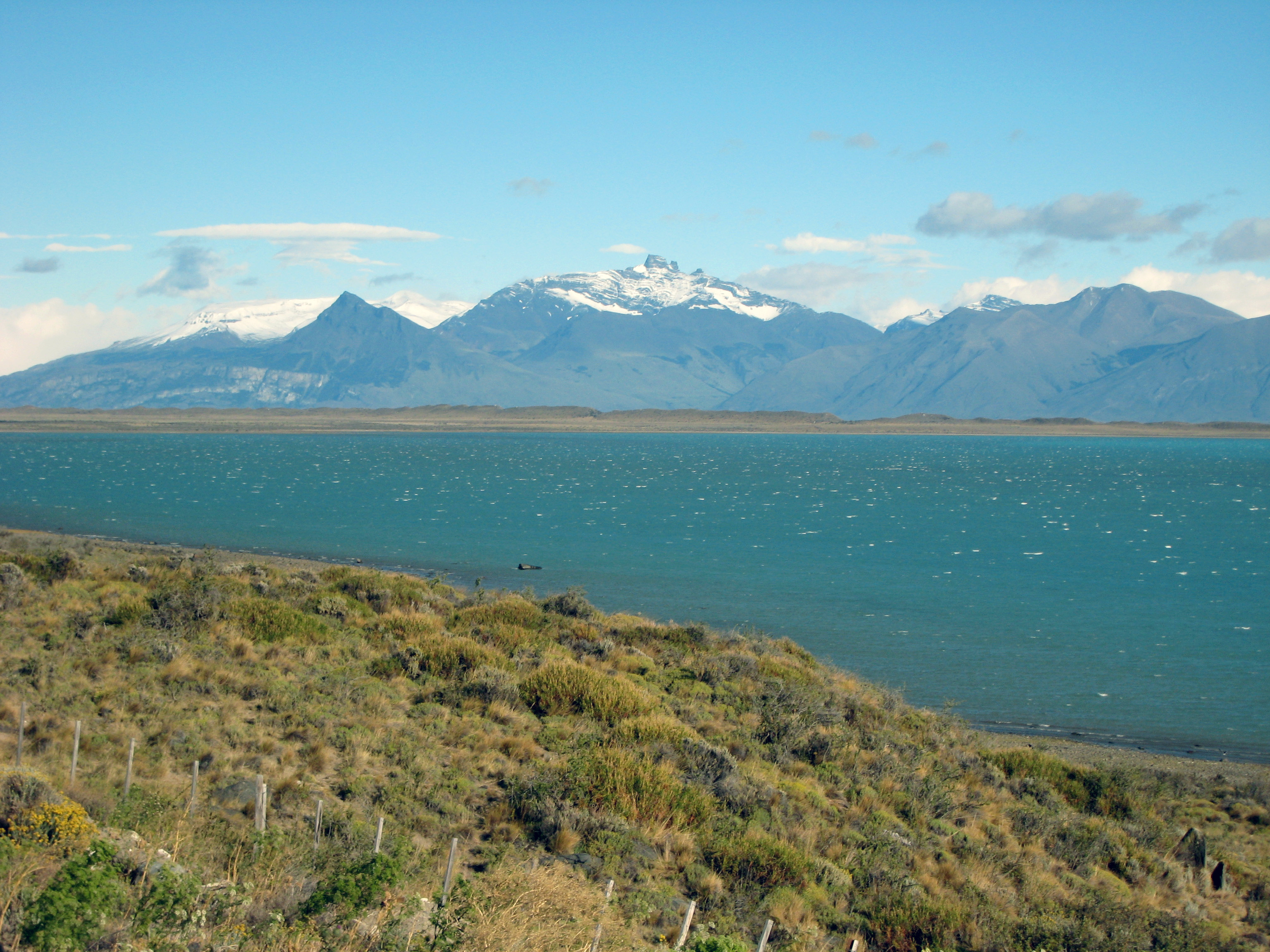
El Lago Argentino.

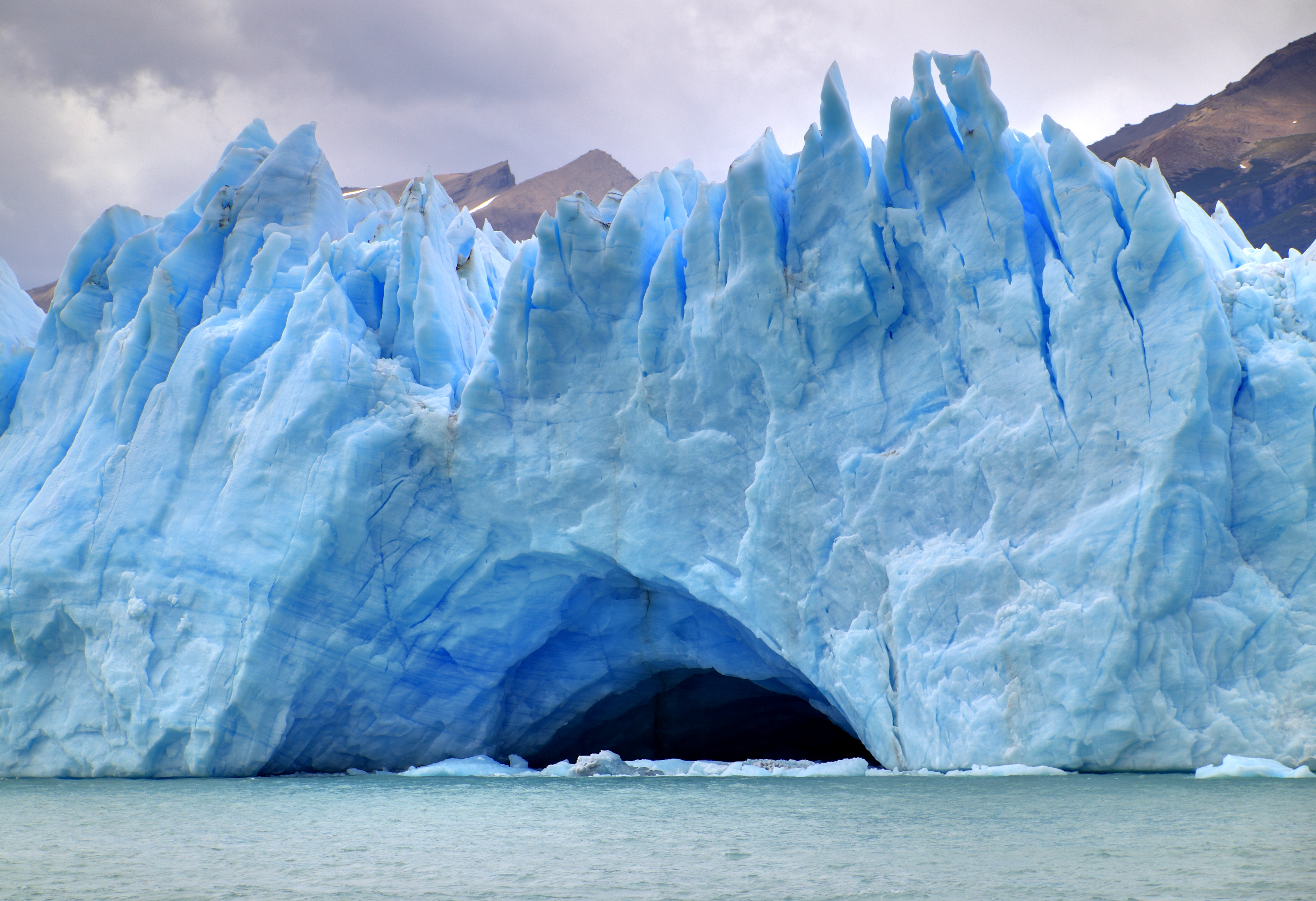
Cueva formada en una porción del Glaciar Perito Moreno.

La costa este de la provincia da sobre el mar Argentino, donde se alternan los acantilados de hasta 300 m de altura y extensas playas. Un principalísimo recurso hídrico es la precipitación nívea en las altas cumbres de la cordillera de los Andes y las cadenas menores que se presentan como contrafuertes andinos, esta precipitación renueva constantemente la carga nival y gélida en tales montañas (se trata de agua dulce congelada) y especialmente en la fracción Argentina del Hielo Continental Patagónico Sur —también denominado Campo de Hielo Patagónico Sur— que es uno de los vestigios de las últimas glaciaciones, y del cual se desprenden más de un centenar de glaciares entre los que se destacan el Viedma, Upsala y el Perito Moreno (este último uno de los que aún permanecen en avance en el mundo).
El agua estacional de deshielo ocupa los profundos valles cordilleranos formados por el avance y retroceso de las lenguas glaciares en tales glaciaciones, y forma vastos lagos que se constituyen en las reservas de almacenamiento principal de las cuencas hídricas de Santa Cruz, entre la que destaca el complejo lago del Desierto /río Las Vueltas/lago Viedma/río La Leona/lago Argentino/río Santa Cruz, que se constituye en una cuenca hídrica con infinitas posibilidades productivas basadas en su derrame hídrico de 700 a 1100 m³/s dependiendo de la época del año.
Entre los ríos más importantes están el Santa Cruz, Chico, Gallegos, Coig, Deseado y Pinturas. Todos estos ríos discurren por profundos cañadones escalonados, desde los Andes hasta el Océano Atlántico.
Se observa la curiosidad de la existencia de numerosos paleocauces, algunos reactivados durante los deshielos primaverales o durante las grandes lluvias. De estos paleocauces cabe la mención de dos que aparecían registrados en los mapas hasta la primera mitad de siglo XX: corren casi paralelos el uno del otro; y ambos, casi paralelos a la banda sur del río Deseado. El paleocauce importante más cercano al Deseado ha recibido los nombres de Chacarmañak (nombre aborigen) o Bajos o San Dionisio, el otro paleocauce importante recibe el nombre de Salado.
Otra singularidad es el hecho de que el lago Buenos Aires tiene dos emisarios uno, el río Baker, hacia el Océano Pacífico y otro, el río Fénix –Deseado que lleva caudales, tras un largo recorrido, hasta el Océano Atlántico. Pero, debido a la desertificación, en la actualidad el segundo y más extenso emisario se encuentra activo esporádicamente.
Menos importante en extensión es el conjunto de cuencas hídricas que son tributarias del océano Pacífico, entre estas se destacan las que incluyen a los lagos San Martín, Buenos Aires Pueyrredón y Belgrano entre otros.
Entre los numerosos lagos se destacan: el Buenos Aires, Cardiel, Viedma, Argentino, Pueyrredón, Belgrano y San Martín, todos en la zona oeste, intercordillerana, de la provincia.

## Fauna

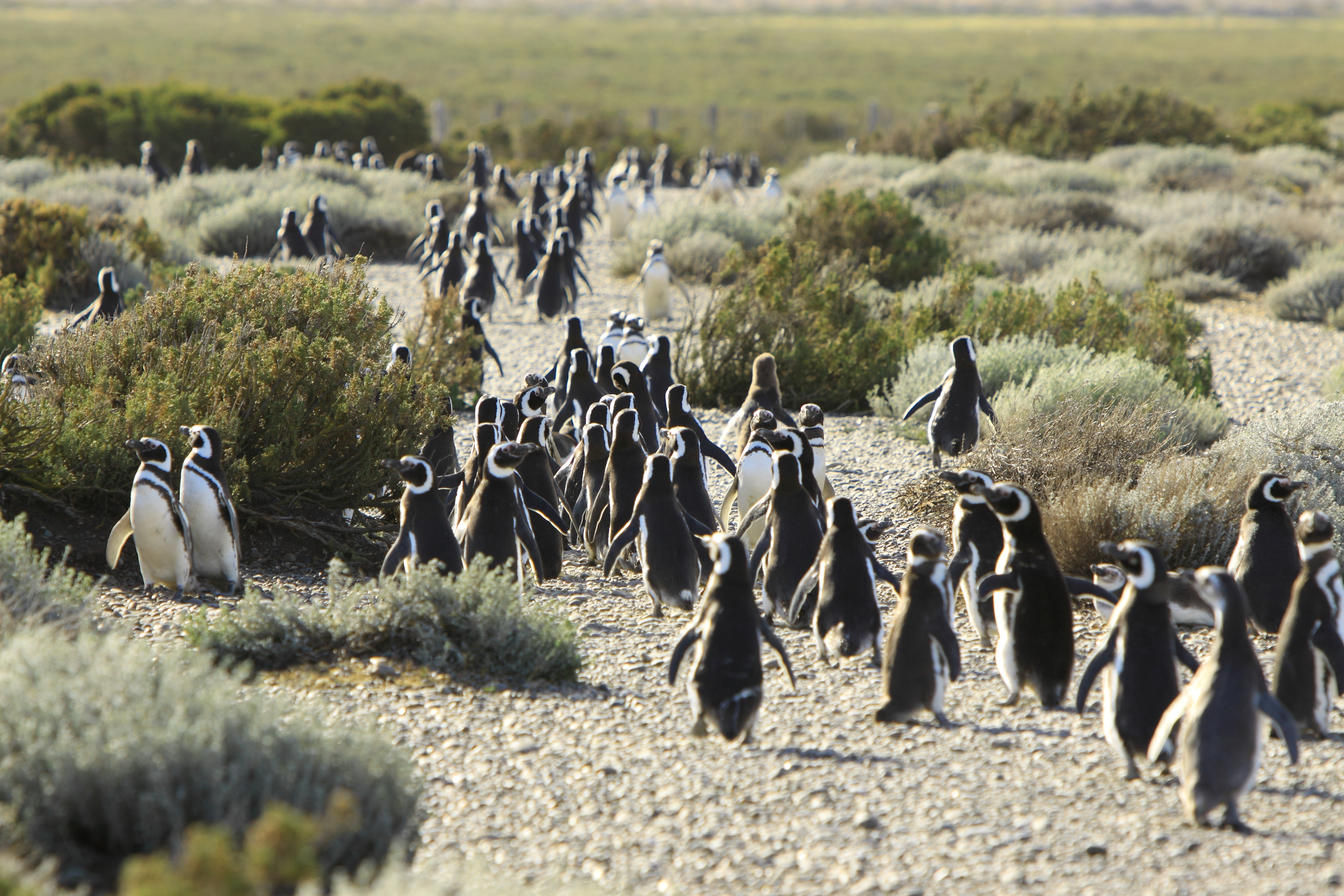
Pingüinos de Cabo Vírgenes.

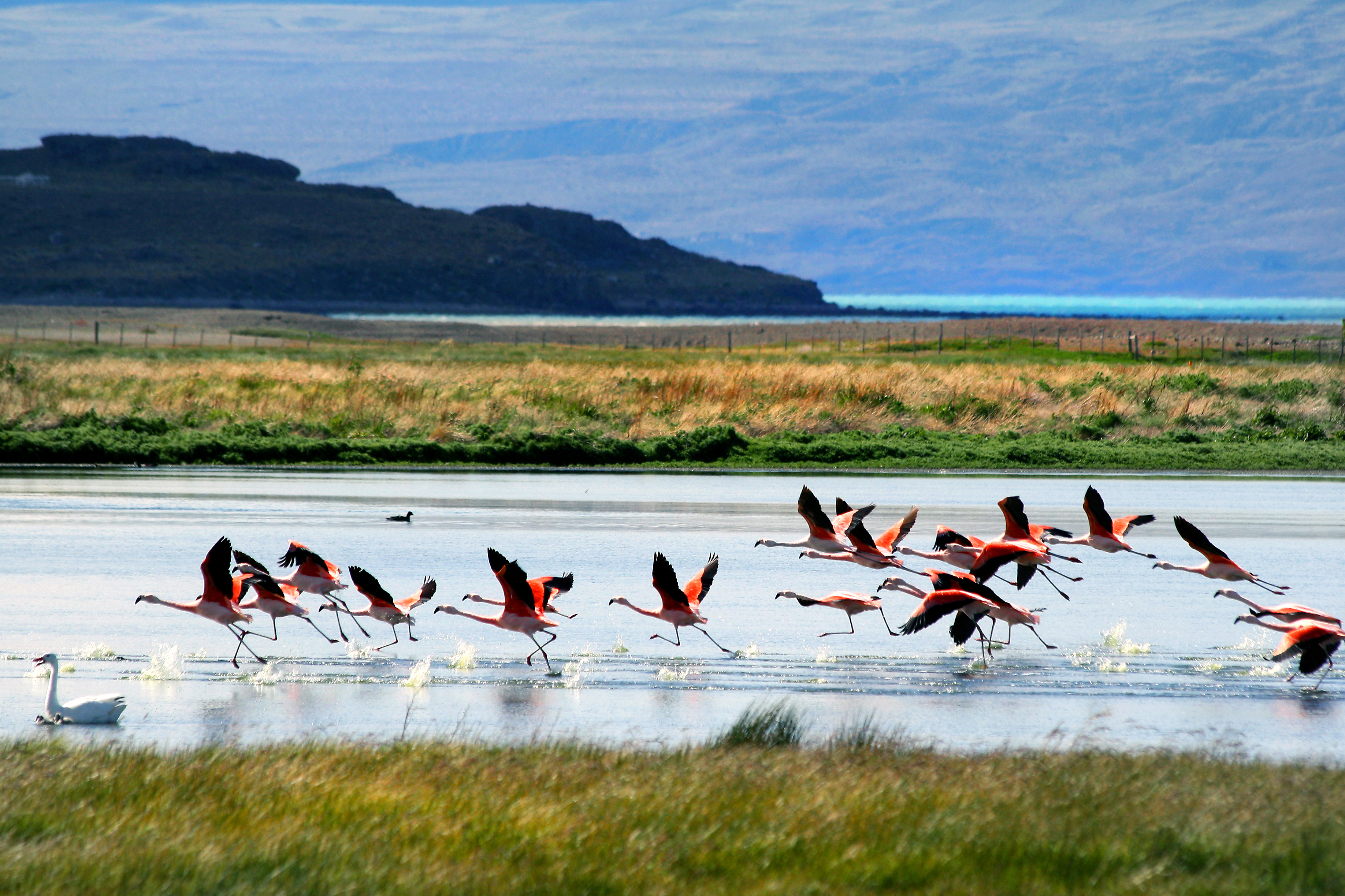
Flamencos australes en el Lago Argentino.

En casi toda la provincia se encuentra el cóndor, entre los animales terrestres se destacan el puma, la mara, el guanaco, el zorro gris o colorado, el ñandú, el gato montés y el zorrino mientras que en la región boscosa se encuentran huemules, pudúes, el carpintero negro y ganado vacuno criollo cimarrón.

Las costas se encuentran abundantemente pobladas por diversas especies de pingüinos, lobos marinos sudamericanos y elefantes marinos, mientras que sus aguas costeras están muy pobladas de toninas, orcas, otros delfínidos y ballenas. Entre las aves marinas se encuentra el albatros, el cormorán.

## División territorial y gobiernos locales
La Constitución provincial, reconoce la autonomía municipal, fue aprobada en 1957 y fue reformada en 1994 y 1998. La provincia se encuentra dividida en siete extensos departamentos, los que contienen municipios y comisiones de fomento. La provincia utiliza el sistema de ejidos no colindantes para sus municipios, por lo que existen áreas no incorporadas fuera de toda jurisdicción municipal divididas en establecimientos rurales.
Los departamentos de la provincia son:
- Corpen Aike (Puerto Santa Cruz).
- Deseado (Puerto Deseado).
- Güer Aike (Río Gallegos).
- Lago Argentino (El Calafate).
- Lago Buenos Aires (Perito Moreno).
- Magallanes (Puerto San Julián).
- Río Chico (Gobernador Gregores).

## Límites

En este mapa se muestran los límites en el sector del Campo de Hielo Patagónico Sur, la sección B se encuentra pendiente aún.

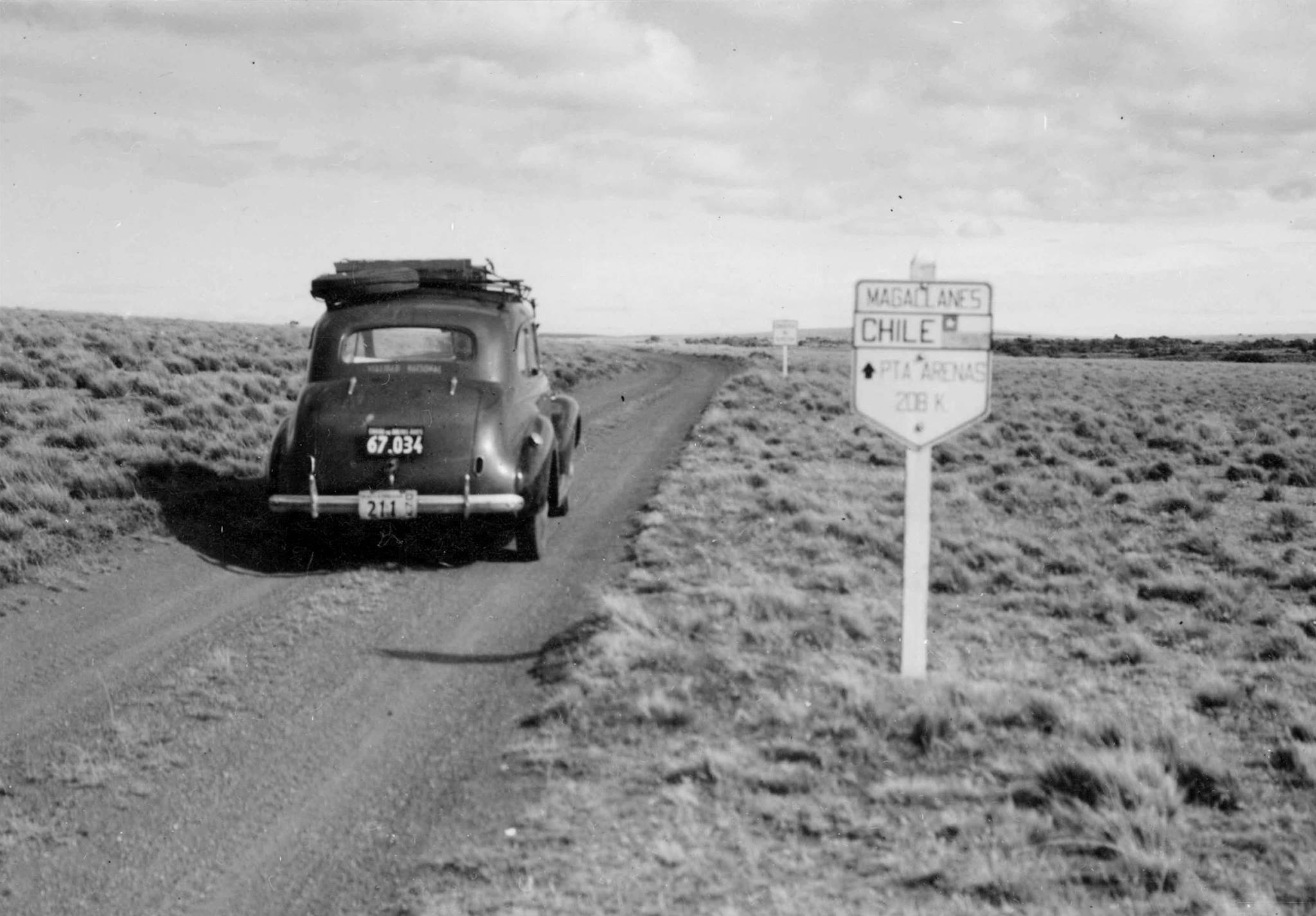
Un Chevrolet 1940 cruza la frontera con Chile cerca de monte Aymond.

Santa Cruz limita al norte con la provincia de Chubut siendo el límite entre ambas provincias totalmente artificial y convencional: el Paralelo 46 Sur. Al este, Santa Cruz presenta una extensa fachada oceánica que da al mar Argentino del océano Atlántico. Los límites hacia el sur y oeste son con la República de Chile.
Cabe destacar que un sector del límite con Chile que se extiende entre el cerro Murallón y el cerro Fitz Roy, llamado «Sector B» del Campo de Hielo Patagónico Sur no está aún demarcado, aunque sí está delimitado por el Tratado de Límites de 1881. Este tramo de aproximadamente 70 km en línea recta será demarcado según los criterios fijados por el «Acuerdo de 1998». Este acuerdo fue firmado por los Presidentes Carlos Saúl Menem (Argentina) y Eduardo Frei Ruiz-Tagle (Chile) en diciembre de 1998 y aprobado el 15 de julio de 1999 por la Cámara de Senadores de la República Argentina y la Cámara de Diputados de la República de Chile.
El límite con la provincia de Tierra del Fuego, Antártida e Islas del Atlántico Sur, en el área marítima de la boca oriental del estrecho de Magallanes, no se halla delimitado, pero ambas provincias acordaron una proporción para repartir los beneficios que les corresponden por la explotación del petróleo y gas en el área.

## Región Patagónica

Obsérvese que además de las provincias aludidas, también comprende territorios en disputa como la Antártida, parte del Campo de hielo Patagónico Sur, las islas Malvinas, Georgias del Sur y las Sándwich del Sur.

La Región Patagónica fue creada por el tratado firmado en la ciudad de Santa Rosa el 26 de junio de 1996, sus fines son expresados en el artículo 2 del tratado:

La región tendrá como objetivo general proveer al desarrollo humano y al progreso económico y social, fortaleciendo las autonomías provinciales en la determinación de las políticas nacionales, en la disponibilidad de sus recursos y el acrecentamiento de su potencial productivo, conservando la existencia de beneficios diferenciales que sostengan el equilibrio regional.

Las provincias que la integran son: La Pampa, Neuquén, Río Negro, Chubut, Santa Cruz y Tierra del Fuego, Antártida e Islas del Atlántico Sur, abarcando el subsuelo, el Mar Argentino adyacente y el espacio aéreo correspondiente".
Los órganos de gobierno de la Región son la Asamblea de Gobernadores y el Parlamento Patagónico, como Órgano Ejecutivo la Comisión Administrativa y como Órgano de Asesoramiento y Consulta el Foro de Superiores Tribunales de Justicia de la Patagonia.

## Demografía
- Censo 1991: 159,839 habitantes (Indec, 1991) (población urbana: 146,076 habitantes (Indec, 1991)) (población rural: 13,713 habitantes (Indec, 1991)).
- Censo 2001: 197,191 habitantes (Indec, 2001) (población urbana: 189,577 habitantes (Indec, 2001), población rural: 7,614 habitantes (Indec, 2001)).

Pirámide de población de Santa Cruz, según el Censo de 2022.

- Censo nacional 2010: 273.964 habitantes.
- El censo 2022 informó una población de 337.226 habitantes con un ritmo menor de crecimiento poblacional respecto del censo anterior. Además, se registraron 170.093 mujeres y 167.133 hombres[12]. El crecimiento total fue del 23.1% y la densidad aumentó a 1.4 habitantes por kilómetro.[13]

| Gráfica de evolución demográfica de Santa Cruz entre 1895 y 2022 |
|                                                                  |

### Evolución histórica poblacional
| Población                  | 1 058  | 8 192  | 9 948  | 17 925 | 42 880  | 52 908  | 84 457  | 114 941 | 159 839 | 196 958 | 273 964 | 337 226 |
| Incremento de la población | +1 058 | +7 134 | +7 134 | +9 733 | +24 955 | +10 028 | +31 549 | +30 884 | +44 898 | +37 119 | +77 006 | +23 1%  |

### Principales ciudades
| \| Distribución por localidad \| Distribución por localidad \| Distribución por localidad \| Distribución por localidad \| Distribución por localidad \| \| ---------------------------------------- \| -------------------------- \| -------------------------- \| -------------------------- \| -------------------------- \| \| Localidad \| Localidad \| \| Porcentaje \| Porcentaje \| \| Río Gallegos \| Río Gallegos \| \| 35.0 \| 35.0 \| \| Caleta Olivia \| Caleta Olivia \| \| 18.8 \| 18.8 \| \| Pico Truncado \| Pico Truncado \| \| 7.6 \| 7.6 \| \| Las Heras \| Las Heras \| \| 6.5 \| 6.5 \| \| El Calafate \| El Calafate \| \| 6.0 \| 6.0 \| \| Puerto Deseado \| Puerto Deseado \| \| 5.1 \| 5.1 \| \| Río Turbio \| Río Turbio \| \| 3.2 \| 3.2 \| \| Puerto San Julián \| Puerto San Julián \| \| 2.8 \| 2.8 \| \| Veintiocho \| Veintiocho \| \| 2.2 \| 2.2 \| \| Piedrabuena \| Piedrabuena \| \| 2.3 \| 2.3 \| \| Rural dispersa \| Rural dispersa \| \| 2.0 \| 2.0 \| \| Otros caseríos \| Otros caseríos \| \| 1.9 \| 1.9 \| \| Perito Moreno \| Perito Moreno \| \| 1.6 \| 1.6 \| \| Gregores \| Gregores \| \| 1.6 \| 1.6 \| \| Santa Cruz \| Santa Cruz \| \| 1.6 \| 1.6 \| \| Los Antiguos \| Los Antiguos \| \| 1.2 \| 1.2 \| \| El Chaltén \| El Chaltén \| \| 0.6 \| 0.6 \| \| Datos provincia de Santa Cruz, Argentina \| \| \| \| \| |                   |  |            |            |
| Distribución por localidad |                   |  |            |            |
| Localidad | Localidad         |  | Porcentaje | Porcentaje |
| Río Gallegos | Río Gallegos      |  | 35.0       | 35.0       |
| Caleta Olivia | Caleta Olivia     |  | 18.8       | 18.8       |
| Pico Truncado | Pico Truncado     |  | 7.6        | 7.6        |
| Las Heras | Las Heras         |  | 6.5        | 6.5        |
| El Calafate | El Calafate       |  | 6.0        | 6.0        |
| Puerto Deseado | Puerto Deseado    |  | 5.1        | 5.1        |
| Río Turbio | Río Turbio        |  | 3.2        | 3.2        |
| Puerto San Julián | Puerto San Julián |  | 2.8        | 2.8        |
| Veintiocho | Veintiocho        |  | 2.2        | 2.2        |
| Piedrabuena | Piedrabuena       |  | 2.3        | 2.3        |
| Rural dispersa | Rural dispersa    |  | 2.0        | 2.0        |
| Otros caseríos | Otros caseríos    |  | 1.9        | 1.9        |
| Perito Moreno | Perito Moreno     |  | 1.6        | 1.6        |
| Gregores | Gregores          |  | 1.6        | 1.6        |
| Santa Cruz | Santa Cruz        |  | 1.6        | 1.6        |
| Los Antiguos | Los Antiguos      |  | 1.2        | 1.2        |
| El Chaltén | El Chaltén        |  | 0.6        | 0.6        |
| Datos provincia de Santa Cruz, Argentina |                   |  |            |            |

### Localidades

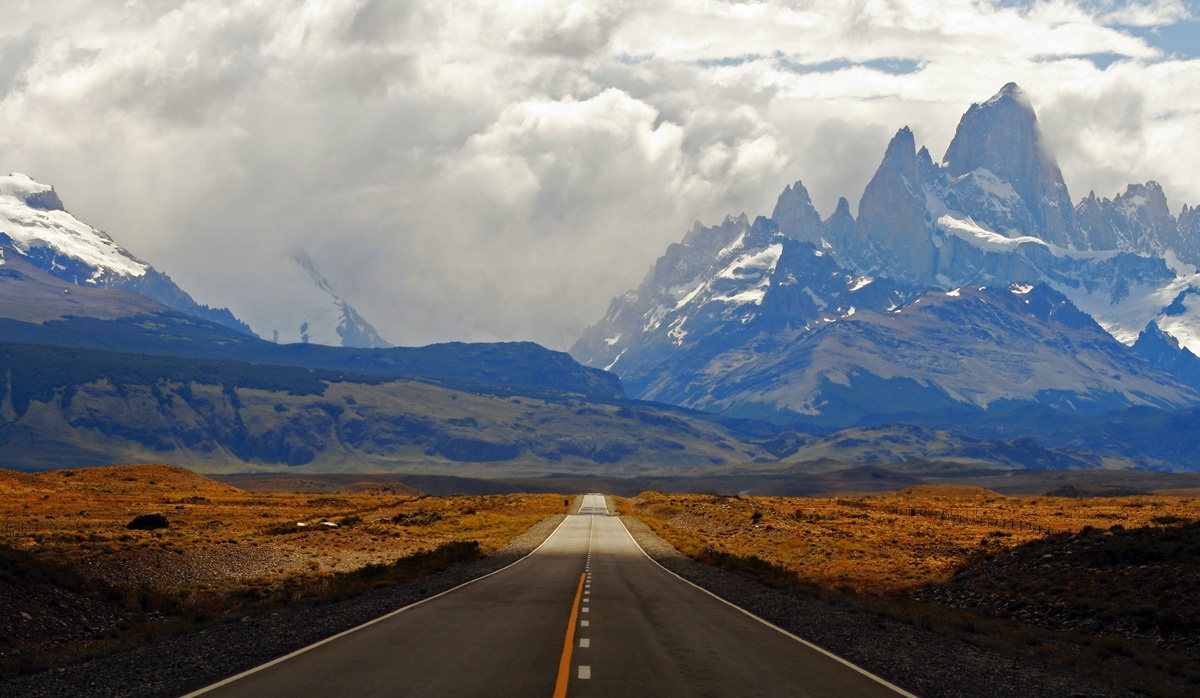
Ruta de acceso a la localidad de El Chaltén.

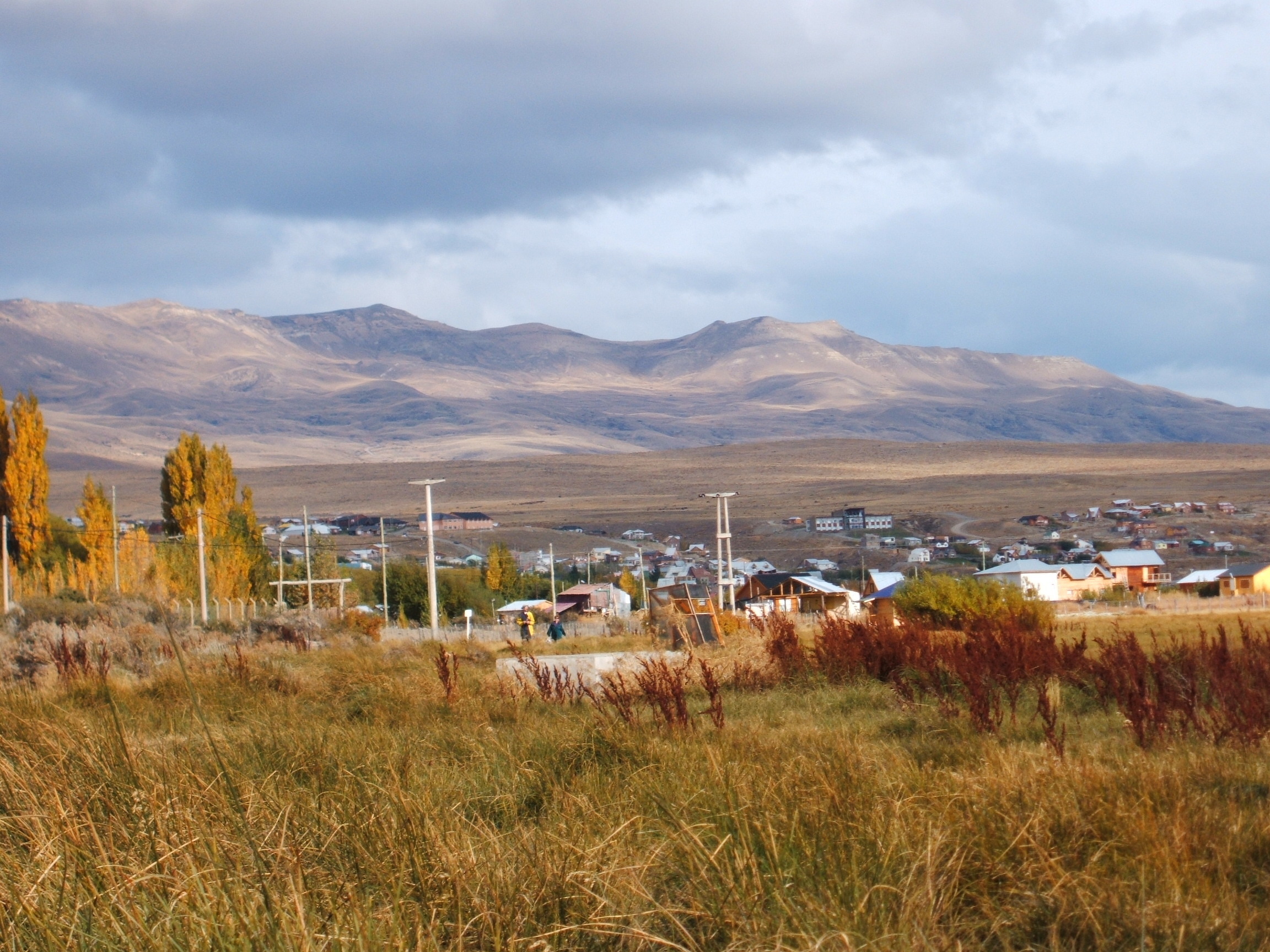
Panorámica de El Calafate.

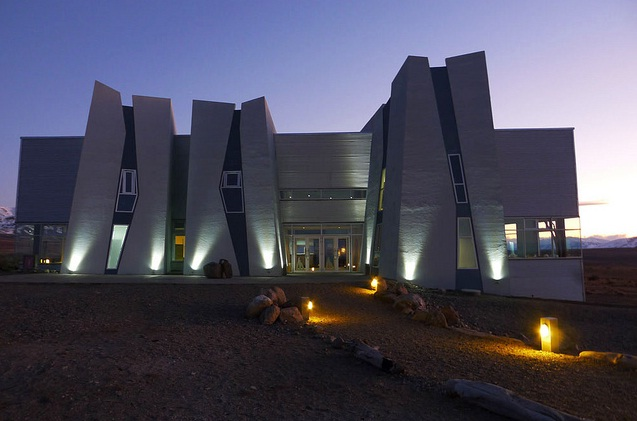
El centro de interpretación del hielo y glaciares, en El Calafate.

La provincia de Santa Cruz cuenta con 15 municipios, y varias comisiones de fomento.

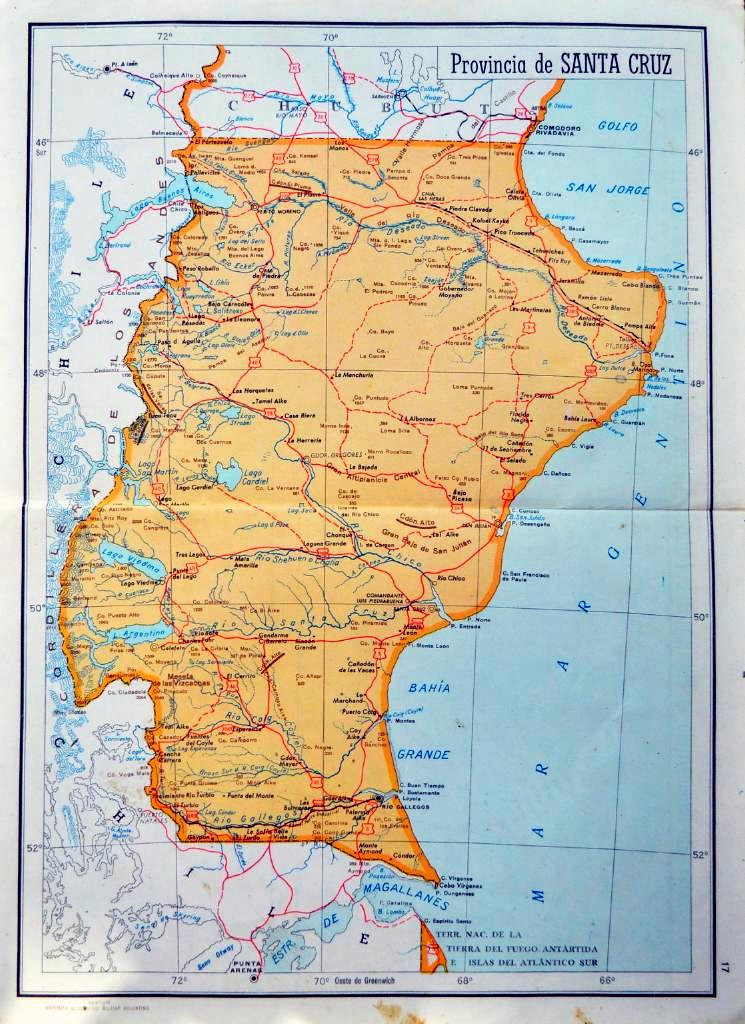
La red ferroviaria que detentó la provincia en año 1962 con sus dos ferrocarriles en el norte y sur.

- Río Gallegos
- Puerto Santa Cruz
- Río Turbio
- Veintiocho de Noviembre
- El Calafate
- Comandante Luis Piedrabuena
- El Chaltén
- Puerto San Julián
- Gobernador Gregores
- Puerto Deseado
- Pico Truncado
- Los Antiguos
- Perito Moreno
- Las Heras
- Caleta Olivia

Comisiones de Fomento
- Koluel Kaike
- Esperanza
- Hipólito Yrigoyen
- Bajo Caracoles
- Tres Cerros
- Julia Dufour
- Jaramillo
- Rospentek
- Tres Lagos
- La red ferroviaria que detentó la provincia en año 1962 con sus dos ferrocarriles en el norte y sur.Fitz Roy
- El Turbio
- Mina 3
- Cañadón Seco

## Transporte público
La provincia contó con dos ramales ferroviarios nacionales que se constituyeron como los servicios de peajeros más autorales del mundo. El primero fue el norteño Ferrocarril Puerto Deseado a Colonia Las Heras de trocha ancha que funcionó con sus 286 km y fue desactivado en 1978 y el Ferrocarril Industrial Río Turbio de trocha angosta ubicado al sur y que tuvo ambos servicios. Hoy solo sobrevive el ramal de Río Turbio que solo se dedica al transporte de cargas carboneras. Por último, se destacó un pequeño ferrocarril de capitales privados nacionales llamado Ferrocarril Salinero de Cabo Blanco de 5.6 kilómetros.
El transporte urbano automotor de la provincia de Santa Cruz está presente en 6 de 15 municipios actuales, donde los servicios son de empresas privadas o empresas manejadas por la municipalidad.
Las actuales ciudades que cuentan con el servicio de transporte urbano de pasajeros son:
| 28 de noviembre   |
| Caleta Olivia     |
| El Calafate       |
| Puerto San Julián |
| Río Gallegos      |
| Río Turbio        |

La siguiente tabla muestra las líneas de colectivos presentes en la provincia de Santa Cruz.

### Colectivos
| Ramales    | Empresa propietaria                                    | Ciudad                       |
| ---------- | ------------------------------------------------------ | ---------------------------- |
| 'Línea A'  | Autobuses Caleta Olivia (Autobuses Santa Fe S.R.L.)    | Caleta Olivia                |
| 'Línea B'  | Autobuses Caleta Olivia (Autobuses Santa Fe S.R.L.)    | Caleta Olivia                |
| 'Línea C1' | Autobuses Caleta Olivia (Autobuses Santa Fe S.R.L.)    | Caleta Olivia                |
| 'Línea C2' | Autobuses Caleta Olivia (Autobuses Santa Fe S.R.L.)    | Caleta Olivia                |
| 'Línea D'  | Autobuses Caleta Olivia (Autobuses Santa Fe S.R.L.)    | Caleta Olivia                |
| 'Línea E'  | Autobuses Caleta Olivia (Autobuses Santa Fe S.R.L.)    | Caleta Olivia                |
| 'Línea MA' | Municipalidad de Caleta Olivia                         | Caleta Olivia                |
| 'Línea MB' | Municipalidad de Caleta Olivia                         | Caleta Olivia                |
| 'Línea A'  | Empresa Línea Siete S.A.T. (Autobuses Santa Fe S.R.L.) | Río Gallegos                 |
| 'Línea B'  | Empresa Línea Siete S.A.T. (Autobuses Santa Fe S.R.L.) | Río Gallegos                 |
| 'Línea C'  | Empresa Línea Siete S.A.T. (Autobuses Santa Fe S.R.L.) | Río Gallegos                 |
| 'Línea E'  | Empresa Línea Siete S.A.T. (Autobuses Santa Fe S.R.L.) | Río Gallegos                 |
| 'Línea A'  | Municipalidad de El Calafate                           | El Calafate                  |
| 'Línea B'  | Municipalidad de El Calafate                           | El Calafate                  |
| 'Línea A'  | Municipalidad de Puerto San Julián                     | Puerto San Julián            |
| 'Línea A'  | KANEMI S.A.                                            | Río Turbio                   |
| 'Línea I1' | KANEMI S.A.                                            | Río Turbio - 28 de noviembre |

## Educación
La educación en Santa Cruz se ve actualmente en un proceso de deterioro, no acorde al crecimiento de la población. Hay ciudades donde la cantidad de matrícula de alumnos supera la cantidad establecida, como en Caleta Olivia, Las Heras y en El Calafate

## Salud
Es el distrito con mayor esperanza de vida del país.
Los dos centros de atención médica más importantes en la provincia son el Hospital Regional de Río Gallegos y desde el 2015 el Hospital de Alta Complejidad (SAMIC) en la ciudad de El Calafate.
|         | 1990/1992 | 2000/2001 | 2010  |
| ------- | --------- | --------- | ----- |
| Total   | 76,78     | 78,40     | 81,09 |
| Hombres | 73,56     | 75,69     | 77,50 |
| Mujeres | 79,34     | 80,55     | 81,92 |

## Economía

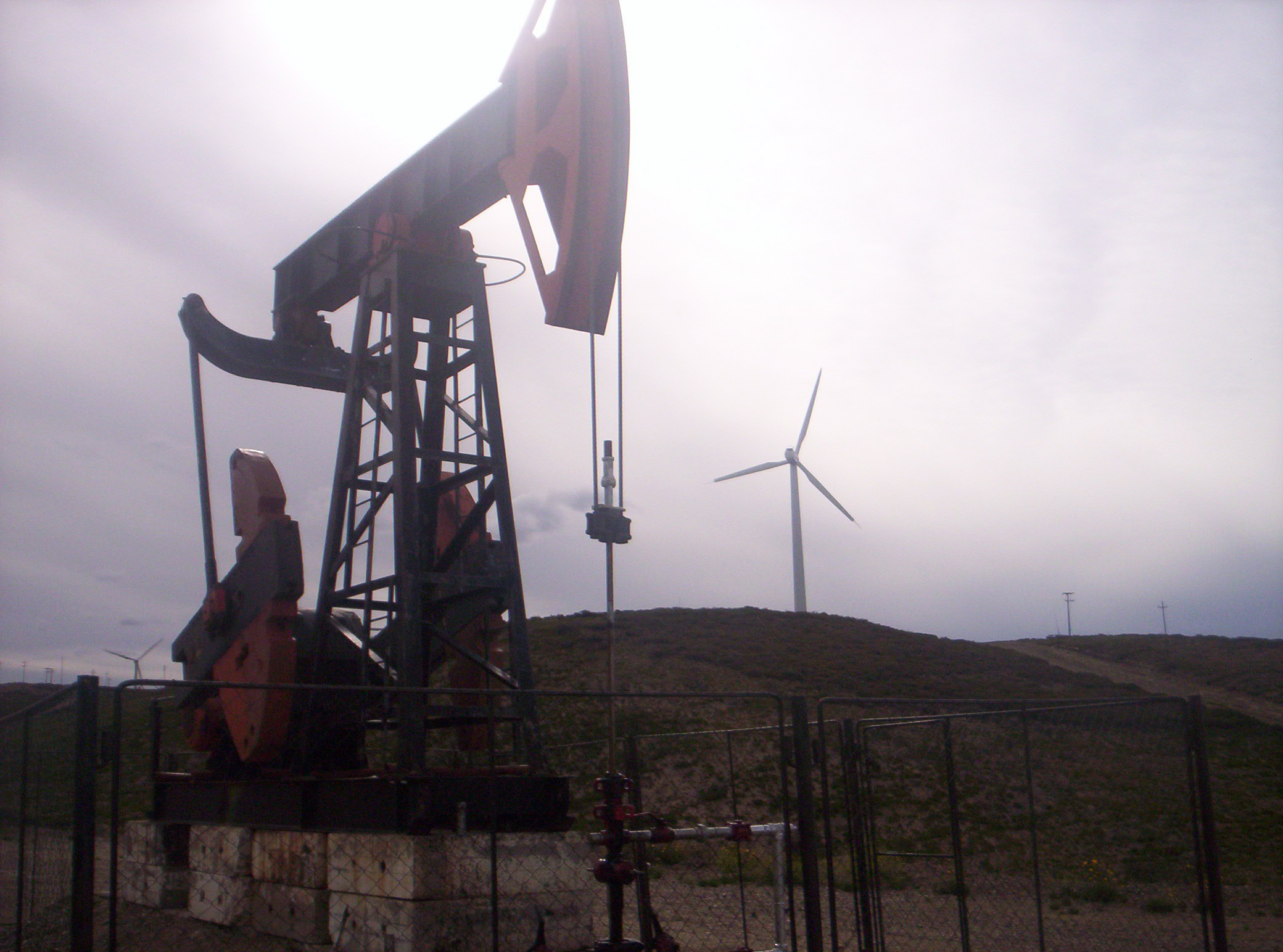
El petróleo es una de las bases de la economía de la provincia.

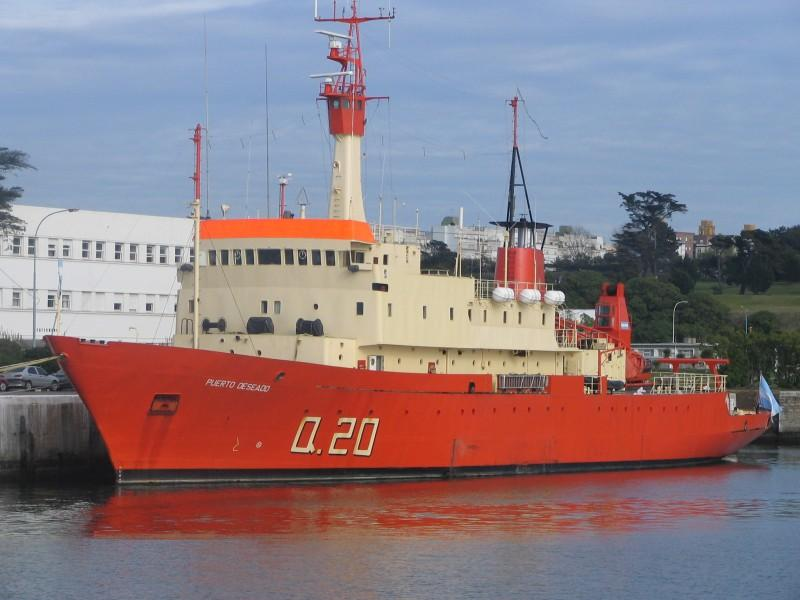
Buque oceanográfico ARA Puerto Deseado (Q-20).

La economía de la zona se basa principalmente en la extracción de petróleo, gas butano y metano. Esta actividad ha concentrado cerca del 50 % de la actividad económica hasta el año 2005. Tiene abundantes reservas naturales, con demanda sostenida.
La pesca ha evolucionado significativamente desde 1993 hasta 1997, donde luego se produjo una caída en la captura de merluza, pota, langostino, corvina y calamar.
En minería, se explota oro en cerro Vanguardia con una importante producción, y oro con plata en la mina de Manantial Espejo. Tradicionalmente la explotación minera era de carbón (hulla) en las minas de Río Turbio, arcillas y caolines en la zona de San Julián y la explotación de salinas (sal común = cloruro de sodio y sulfato de sodio) para uso doméstico.
Otro rubro característico es la ganadería con cría de ovinos. Posee además en el sector industrial, plantas elaboradoras y conservadoras de pescado y sus derivados.
La provincia de Santa Cruz es pionera a nivel mundial en el uso de energías alternativas renovables: la gran amplitud de las mareas —que se verifica, con macareos— principalmente en las rías y estuarios es fuente de gran potencial para obtener energía mareomotriz, aunque en el 2005 la más desarrollada de las energías limpias es la energía que se obtiene de los fuertes y constantes vientos que soplan de oeste a este por gran parte de la provincia, en este caso, varios molinos producen energía eólica. La provincia ratifica su inmensa variedad de producción económica en el cual se destaca e intenta avanzar en industria a Zona Norte, ganadería y agricultura a Zona Centro y turismo y comercio a Zona Sur.[cita requerida]
Aunque las condiciones climáticas han restringido la agricultura tradicional, la provincia está teniendo interesantes producciones de frutos agrios (cereza, frambuesa, calafate, frutilla) y ajo.
Otro gran factor de la economía santacruceña es el turismo (en especial en su modalidad de aventura) que se ha intensificado desde fines de siglo XX.

## Comunicaciones

### Telefonía fija
La Comisión Nacional de Comunicaciones estableció los prefijos telefónicos con su actualización en 1996, la provincia posee pocos prefijos debido a la cantidad de telefonía fija y celular, es por eso que se los divide por zonas, el prefijo con más usuarios es el 297.
| Zonas con esquemas de numeración por cantidad de usuarios | |         |
| Zona                                                      | Localidades | Prefijo |
| Golfo San Jorge                                           | Caleta Olivia, Caleta Paula, Cañadón Seco, Los Perales, La Lobería, Jaramillo, Pico Truncado, Las Heras, Koluel Kaike, Fitz Roy, Tellier, Puerto Deseado | 297     |
| Cuenca-Calafate                                           | El Calafate, Río Turbio, Veintiocho de Noviembre, Rospentek, Julia Dufour, El Turbio, Mina 3                                                             | 2902    |
| Centro                                                    | Puerto San Julián, Puerto Santa Cruz, Piedrabuena, Gobernador Gregores, El Chaltén, Tres Lagos                                                           | 2962    |
| Lago Buenos Aires                                         | Perito Moreno, Los Antiguos, Lago Posadas, Bajo Caracoles                                                                                                | 2963    |
| Austral                                                   | Río Gallegos, Guer Aike, Punta Loyola, Monte Aymond | 2966    |

### Telefonía celular
Como en el resto de Argentina, las operadoras tradicionales o incumbentes (Claro/ América Móviles, Movistar y Telecom Personal) poseen cobertura en las ciudades y periferias. Existen vacíos de cobertura sobre la RN3 al alejarse de los centros urbanos. Nextel por otro lado, no posee cobertura al sur de Bahía Blanca.
En el año 2005 la Cooperativa Telefónica de El Calafate (CoTeCal) inauguró, en forma experimental, un sistema de telefonía celular basado en CDMA 450 MHz en El Chaltén, localidad patagónica ubicada a 220 kilómetros al norte de El Calafate, sobre la cordillera de los Andes. Tras largos períodos de estudio, la cooperativa optó por CDMA 450 MHz y organizó una licitación para instalar un sistema celular con dicha tecnología. El proyecto llave en mano fue ejecutado por la empresa china ZTE junto con su socio argentino Technology Bureau. El radio de cobertura, según la CoTeCal, abarca toda la franja norte del Lago Argentino hacia el Este de El Calafate, a lo largo de la Ruta 11 hasta el Aeropuerto Internacional extendiéndose hasta la Estancia Rincón Amigo lo cual permite disponer de señal hasta las proximidades de la subida de Miguez, y sobre la ruta 40, camino a El Chaltén. Hacia el oeste de El Calafate, la cobertura prevista llega hasta el área del puerto de Punta Bandera y el parque nacional Los Glaciares, teniendo señal en las áreas del Lago Roca, Glaciar Perito Moreno y zona de influencia. Al cierre del ejercicio del año 2016, CoTeCal posee 821 líneas activas en CDMA 450, 625 particulares y 196 en las categorías comercial, profesional e institucional.

## Turismo

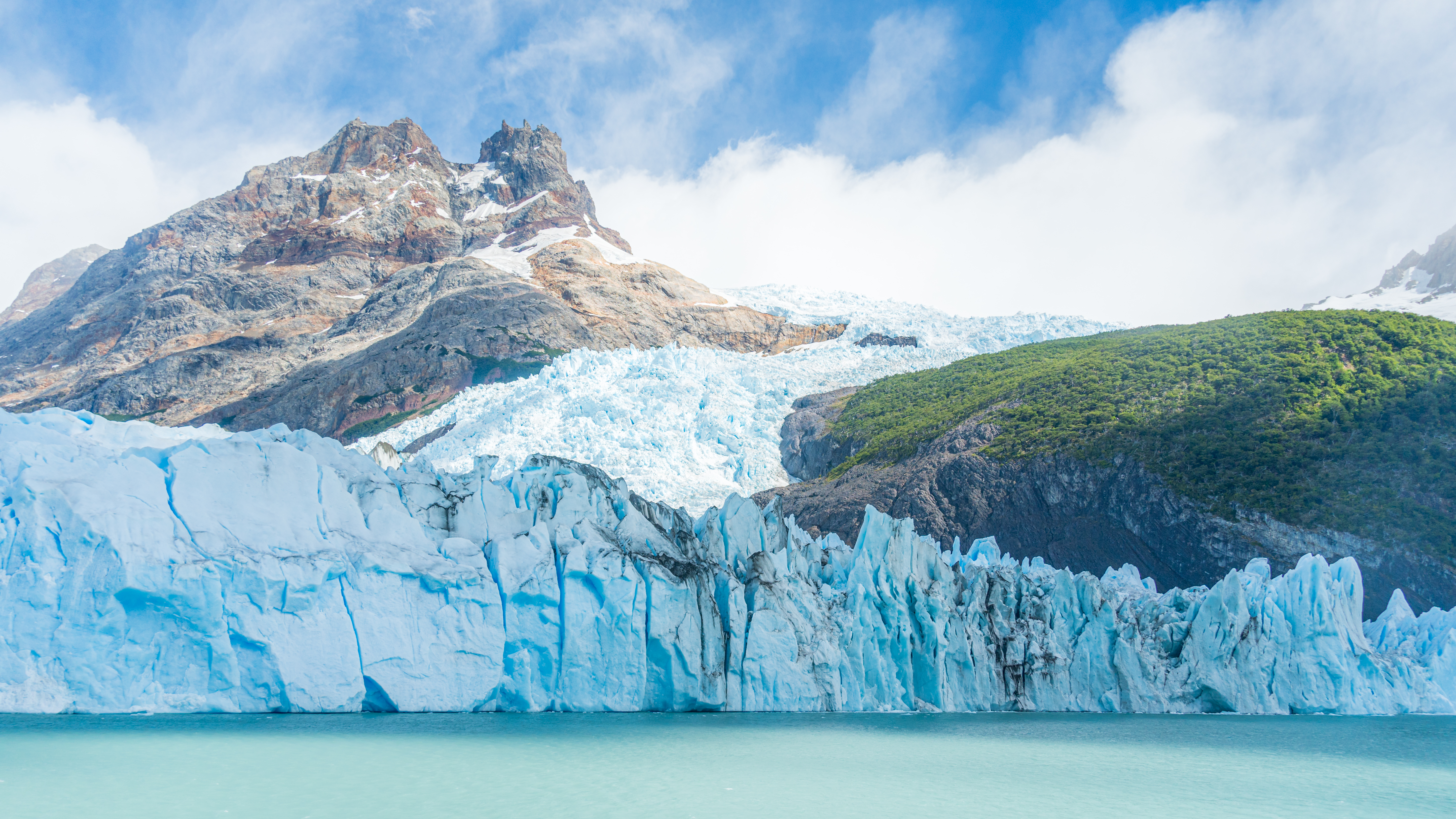
Glaciar Spegazzini, en el parque nacional Los Glaciares.

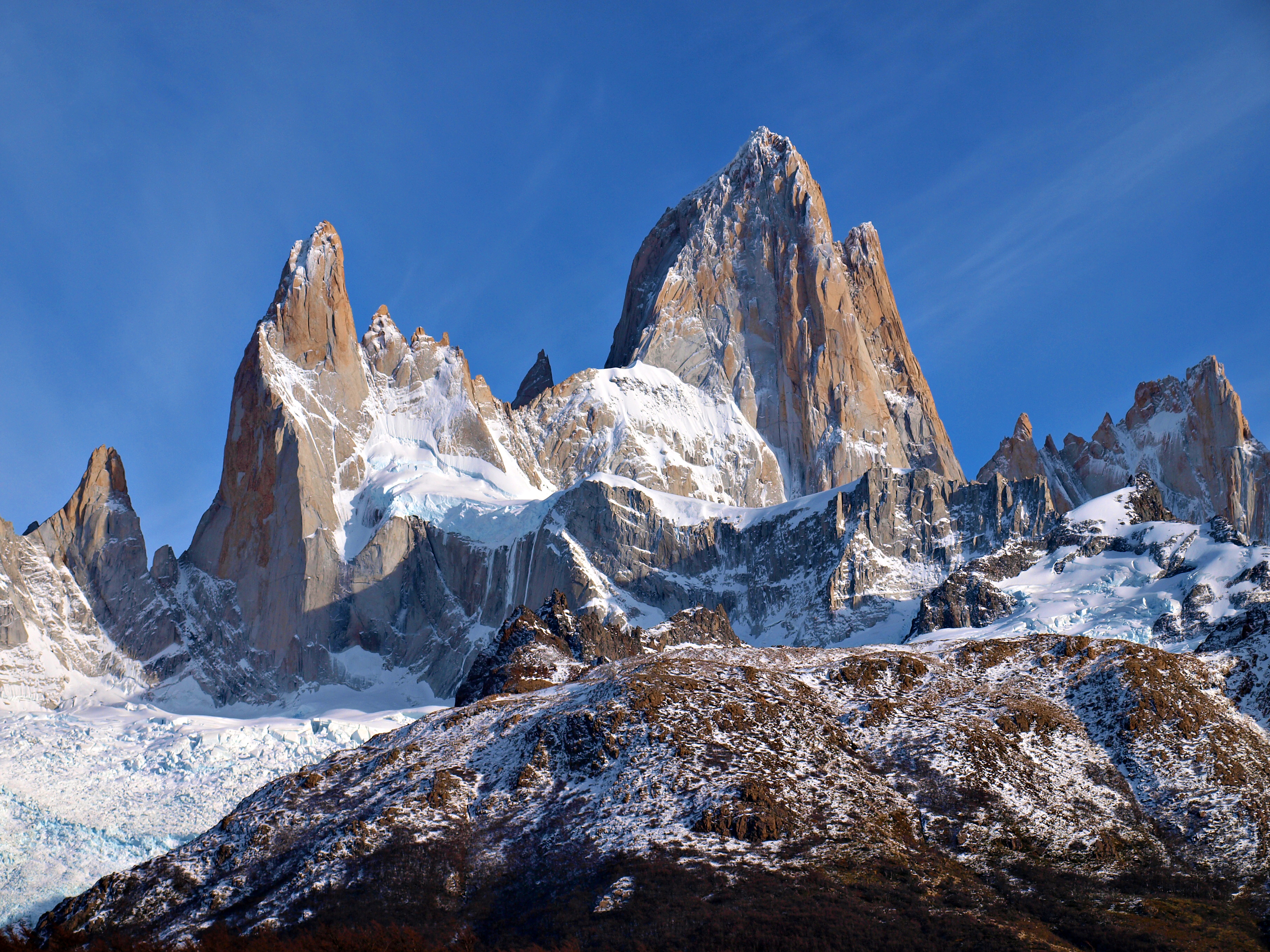
El imponente monte Fitz Roy en la cordillera santacruceña.

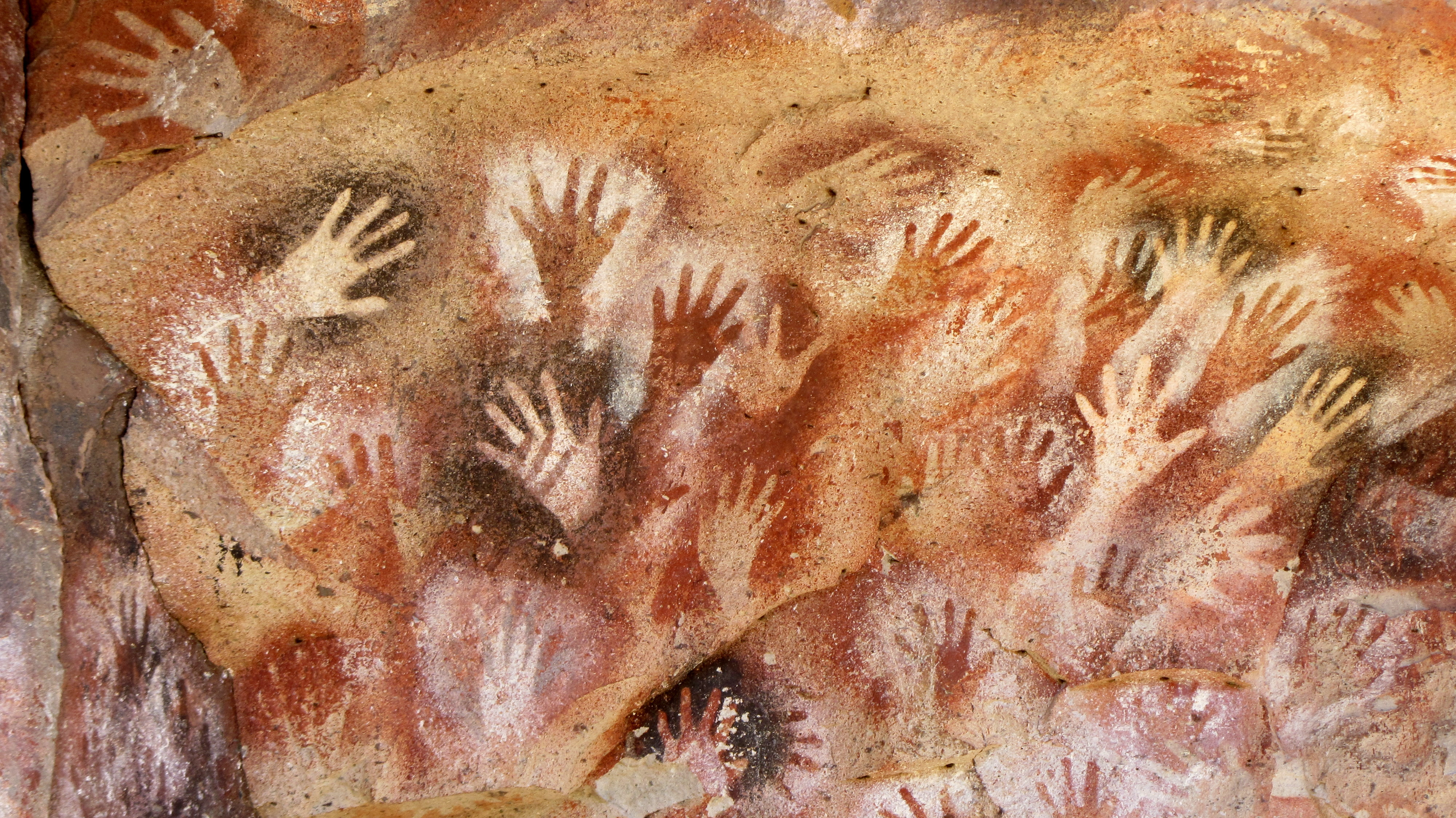
La Cueva de las Manos es considerado un Patrimonio de la Humanidad.

Los principales sitios con atractivos turísticos de la provincia son:
- Parque nacional Los Glaciares
- Parque nacional Perito Moreno
- Parque nacional Monte León
- Monumento natural Bosques Petrificados
- Reserva Provincial Geológica Laguna Azul
- Monte Fitz Roy
- Glaciar Perito Moreno
- Glaciar Upsala
- Bahía Onelli
- Bahía Laura
- Cueva de las Manos
- Isla Pingüino
- El Calafate
- El Chaltén
- Lago Argentino
- Lago Buenos Aires
- Lago San Martín
- Lago Viedma
- Lago Cardiel
- Lago del Desierto (también conocido como "Laguna del Desierto")
- Laguna Nimez
- Los Antiguos
- Güer Aike
- Veintiocho de Noviembre
- Río Turbio
- Las Horquetas
- Puerto Bandera
- Ría de Puerto Deseado
- Reserva Laguna Los Escarchados
- Cabo Blanco
- Península San Julián
- Península de Magallanes
- Cabo Vírgenes
- Punta Dungeness
- Cueva del Gualicho

### Playas de Santa Cruz
- Playas próximas al límite con Chubut
- Caleta Olivia
- Playa La Tranquera
- Playa Las Golondrinas
- Playa Las Roquitas
- Playa Alsina
- Playa Los Límites

| Noroeste: Chile | Norte: Chubut | Nordeste: Océano Atlántico |
| Oeste: Chile    |               | Este: Océano Atlántico     |
| Suroeste: Chile | Sur: Chile    | Sureste: Tierra del Fuego  |